# Vuelo 447 de Air France
El vuelo 447 de Air France (AF447) fue un vuelo comercial internacional entre el aeropuerto de Galeão, de Río de Janeiro, y el aeropuerto Charles de Gaulle, de París. El 1 de junio de 2009, un avión Airbus A330-203, matrícula F-GZCP, mientras realizaba el servicio AF447, se estrelló en el océano Atlántico con 216 pasajeros y doce tripulantes a bordo, incluyendo a los tres pilotos. El accidente tuvo el mayor número de muertes en la historia de Air France, además de ser el accidente con mayor número de víctimas mortales ocurrido con un Airbus A330.
Las autoridades de Brasil realizaron una búsqueda con un avión militar en la zona del archipiélago de Fernando de Noronha, donde se creía que podría haber caído la aeronave. Restos de la nave fueron identificados en aguas internacionales en el océano Atlántico el 6 de junio de 2009. En una búsqueda submarina posterior en mayo de 2011 se halló el cuerpo principal de la aeronave en el fondo del océano, se recuperaron las cajas negras y cuerpos de los pasajeros. Tras la confirmación oficial del hallazgo de restos de la aeronave, esta tragedia ha pasado a ser la peor acontecida en la larga historia de Air France. Se recuperaron un total de 154 cuerpos; de estos, 50 cuerpos fueron hallados flotando en el océano y 104 fueron recuperados de entre los restos del avión en el fondo del océano. El hecho de que los restos y cadáveres no presentaran quemaduras reafirmó la tesis de que el avión no explotó en el aire.
El 5 de julio de 2012, el Bureau d'Enquêtes et d'Analyses pour la Sécurité de l'Aviation Civile (BEA, Oficina de Investigación y Análisis para la Seguridad de la Aviación Civil en francés) dio a conocer el informe final del accidente. La conclusión fue que el accidente se produjo por el congelamiento y consecuente fallo de los tubos Pitot que indican la velocidad, junto con una combinación de errores humanos por parte de los pilotos en la gestión de la emergencia que desencadenaron una entrada en pérdida de la aeronave con una caída de 2,5 kilómetros por minuto (unos 42 m/s). En 2019, la Justicia francesa declaró el sobreseimiento para Air France y Airbus. 
Fue el desastre aéreo más grave de 2009.

## Aeronave
La aeronave siniestrada fue un Airbus A330-203 de 4 años y 3 meses, número de serie del fabricante 660, matrícula F-GZCP. Hizo su viaje inaugural el 25 de febrero de 2005. Este modelo cuenta con dos motores General Electric CF6-80E1A3 con un empuje máximo de 68.530/60.400 lb (despegue/máximo continuo) con una velocidad de crucero de Mach 0.82–0.86 (871–913 km/h, 470–493 nudos), a 35.000 pies (10 700 m de altitud) y un alcance de 12.500 km. El 17 de agosto de 2006, el A330 tuvo una colisión en tierra con el Airbus A321-211 F-GTAM en el Aeropuerto Charles de Gaulle, París. El F-GTAM sufrió daños importantes mientras que el F-GZCP solo sufrió daños menores. En abril de 2009 se llevó a cabo una importante operación de renovación y mantenimiento de la aeronave, y en el momento de su último servicio había acumulado 18.870 horas de vuelo.

## Detalles del vuelo
La aeronave matrícula F-GZCP despegó del Aeropuerto Internacional de Galeão el 31 de mayo de 2009 a las 19:29 hora local (22:29 UTC),1.1 con un aterrizaje estimado en el Aeropuerto Charles de Gaulle en París 10 horas 34 minutos después.  El último contacto por radio con la aeronave fue a las 01:35 UTC (o 3 horas 6 minutos después del despegue), cuando notificó que había pasado el waypoint INTOL (1°21′39″S 32°49′53″O / -1.36083, -32.83139), ubicado a 565 km de la costa de Natal, en el sector noreste de Brasil. La aeronave dejó la zona de cobertura del radar atlántico de Brasil a las 01:49 UTC.
La ruta seleccionada para el vuelo atravesaba un área de fuertes turbulencias, en la zona de convergencia intertropical, sobre el Atlántico.
El Airbus A330 está diseñado para volar con una tripulación de dos pilotos. Pero, debido a las trece horas de "tiempo de actividad" (duración del vuelo, más preparación previa al despegue) la ruta Río - París excede el máximo de diez horas permitido por los procedimientos de Air France. El vuelo 447 contaba con una tripulación de tres pilotos: un capitán y dos primeros oficiales. Con tres pilotos a bordo (un capitán o comandante y dos copilotos o primeros oficiales), cada uno de ellos puede tener un descanso durante el vuelo, y para ello el A330 está equipado con una cabina de descanso, ubicada justo detrás de la cabina de vuelo.

### Últimos minutos
El último contacto por radar con el avión se realizó a la 01:33 UTC (otras fuentes indican las 22:48, hora de Brasilia UTC-3), cuando fue detectado por el radar situado en el archipiélago de Fernando de Noronha. En aquel momento la aeronave volaba a 35.000 pies (10.660 metros), por debajo de su cota normal de 37.000 pies (11.270 metros) de altitud.
En consonancia con lo que es la práctica usual, el capitán había enviado a uno de sus copilotos al primer turno de descanso con la intención de tomar el segundo turno para sí. A las 01:55 UTC despertó al copiloto y dijo "... él va a ocupar mi sitio", por lo que el segundo piloto se sentó en el asiento izquierdo de la cabina, y el copiloto con menos experiencia sentado a la derecha tomó los mandos del avión. Tras estar presente durante el repaso entre los dos copilotos, el capitán dejó la cabina de mando y se retiró a descansar a las 02:01:46 UTC. A las 02:06 UTC, el piloto advierte a la tripulación de cabina que estaban próximos a entrar en una zona de turbulencia. Dos minutos más tarde, los pilotos modificaron el rumbo levemente hacia la izquierda y disminuyeron su velocidad de Mach 0.82 a Mach 0.8 (la "velocidad de penetración de turbulencia" recomendada).
El avión volaba en piloto automático. A una altitud de unos 35.000 pies entró en la zona de convergencia intertropical, donde los pilotos esperaban turbulencias. A las 23:00 (hora de Brasilia UTC-3) se comunicó desde la aeronave que se estaba atravesando una zona de turbulencias con nubes negras, pero que no había problemas.

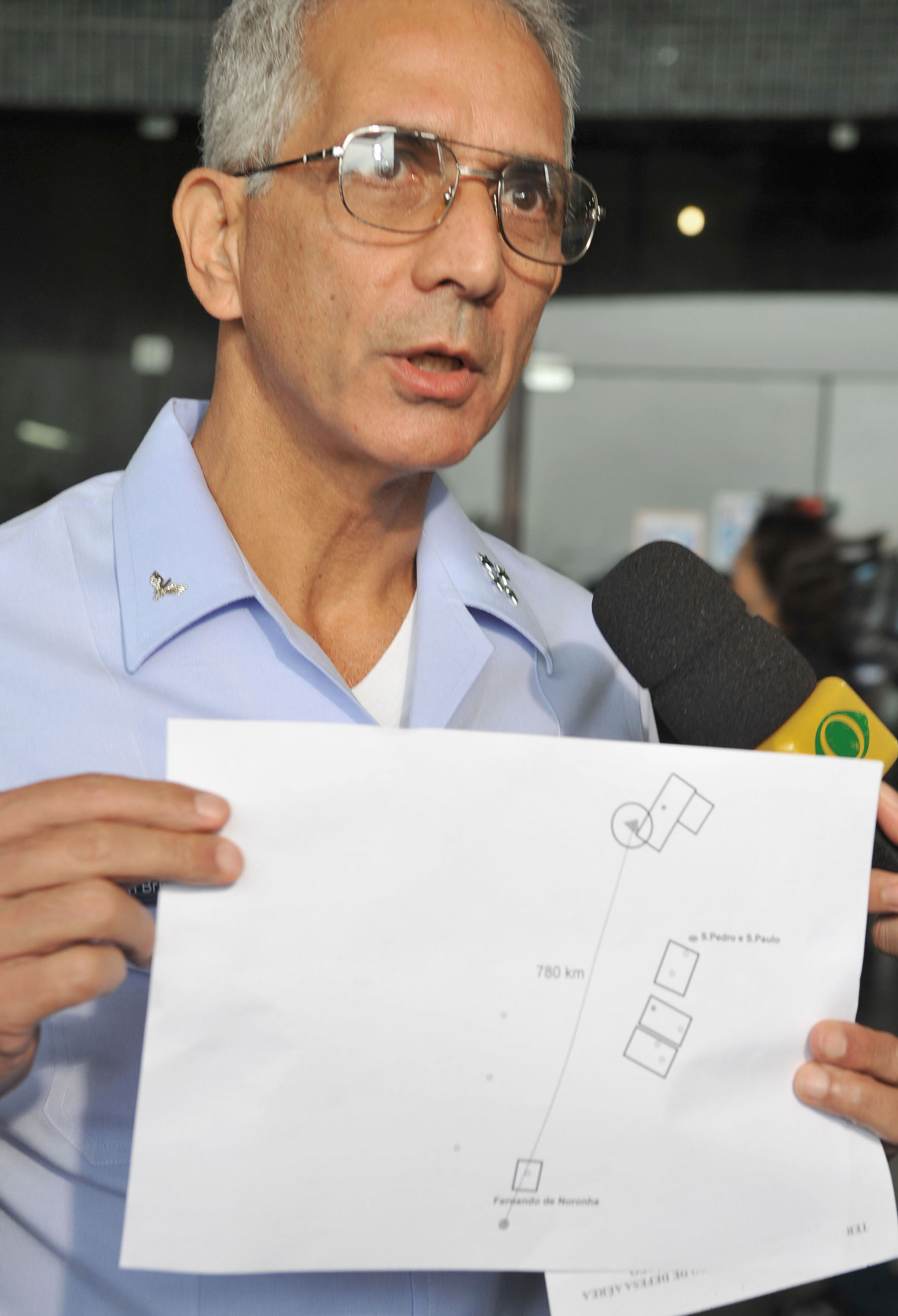
El brigadier Cardoso habla de la búsqueda de los restos del naufragio.

A las 02:10:05 UTC el piloto automático se desconectó y el modo del sistema de control del avión Fly-by-wire del avión pasó de "Ley Normal" a "Ley Alternativa".  Los sistemas de auto alimentación de los motores se desconectaron al cabo de tres segundos. El primer oficial (a la derecha) se hizo cargo de los controles y la palanca de mando. Sin el piloto automático, la aeronave comenzó a alabear hacia la derecha debido a la turbulencia, y el piloto reaccionó desplazando su palanca de mando a la izquierda. Una consecuencia del cambio a la ley alternativa fue un aumento en la sensibilidad de la aeronave a virar, y una sobre-corrección por parte del piloto sobre la configuración normal. Durante los siguientes treinta segundos, el avión alabeó alternativamente a la izquierda y a la derecha a medida que el piloto se adaptaba a las características de manejo alteradas de su avión. Simultáneamente, el piloto realizó una abrupta solicitud de ascenso (morro para arriba) con su palanca lateral, una acción que era innecesaria y excesiva dadas las circunstancias. La alarma de "entrada en pérdida" de la nave sonó brevemente en dos ocasiones a causa de que se había excedido la tolerancia del ángulo de ataque, y la velocidad respecto al aire disminuyó rápidamente desde 274 nudos a 52. El ángulo de ataque de la aeronave aumentó, y comenzó a ascender. Para el instante en que el piloto había controlado el alabeo de la aeronave, la misma se encontraba ascendiendo a un régimen de casi 7,000 pies/min.
A las 02:10:34, tras indicaciones incorrectas durante medio minuto, los instrumentos del lado izquierdo indican un brusco aumento de la velocidad del aire a 215 nudos, lo cual también fue indicado por el Integrated Standby Instrument System (ISIS) medio minuto después (las indicaciones de los instrumentos del lado derecho no son grabadas por el registrador). El evento de engelamiento había durado poco más de un minuto. El piloto continuó tirando de la palanca para levantar el morro de su aeronave. El estabilizador horizontal ajustable (THS: Trimmable Horizontal Stabilizer) pasó desde tres grados a trece grados hacia arriba en el lapso de un minuto, y permaneció en esta posición final durante el resto del vuelo de la aeronave.
A las 02:11:10 UTC la aeronave había ascendido hasta su máxima altitud, unos 38.000 pies. En ese momento su ángulo de ataque era de 16 grados, y las palancas de comando se encontraban en la posición Despegue/Motor y al aire (TOGA) (motores a plena potencia), y a las 02:11:15 UTC el ángulo de cabeceo era levemente superior a 16 grados y disminuyendo, pero el ángulo de ataque rápidamente aumentó hasta 30 grados. Una segunda consecuencia de la reconfiguración del sistema de control al pasar al modo de ley alternativa era que la "protección contra la pérdida" no funciona en dicho modo. Mientras que si se opera con ley normal, las computadoras del sistema de vuelo de la aeronave habrían actuado para evitar tener un ángulo de ataque tan elevado, con ley alternativa esa protección no se encontraba activa. En efecto, la transición a ley alternativa se produjo precisamente porque las computadoras, al no disponer de información de velocidad fiable, no eran capaces de brindar dicho tipo de protección - ni muchas otras funciones disponibles con la ley normal. Las alas perdieron su fuerza de sustentación y la aeronave entró en pérdida.
A las 02:11:40 UTC el capitán regresó a la cabina. El ángulo de ataque era de 40 grados, y la aeronave había descendido a 35.000 pies con los motores funcionando casi al 100% N1 (la velocidad de giro del fan frontal de aspiración, que provee la mayoría del empuje de un motor turbofan). Los avisos de pérdida se habían detenido, ya que la computadora de la aeronave consideraba inválidas las indicaciones de velocidad del aire, a causa del elevado ángulo de ataque. En otras palabras, la aeronave estaba orientada con su morro apuntando hacia arriba, pero descendiendo a gran velocidad. Unos 20 segundos después, a las 02:12 UTC, el piloto disminuyó un tanto el cabeceo de la aeronave, las indicaciones de velocidad del aire comenzaron a ser válidas y la alarma de entrada en pérdida comenzó a sonar de nuevo y continuó de manera intermitente durante el resto del vuelo, pero se detuvo cuando el piloto aumentó el cabeceo del morro de la aeronave. A partir de ese instante hasta el final del vuelo, el ángulo de ataque nunca fue inferior a 35 grados. Desde el momento en que el avión entró en pérdida hasta que impactó contra el océano, los motores estaban entregando un empuje N1 100% o TOGA, aunque fueron brevemente desacelerados a N1 50% en dos ocasiones. Los motores respondían a las demandas y estaban operando a más de N1 100% cuando el vuelo terminó.

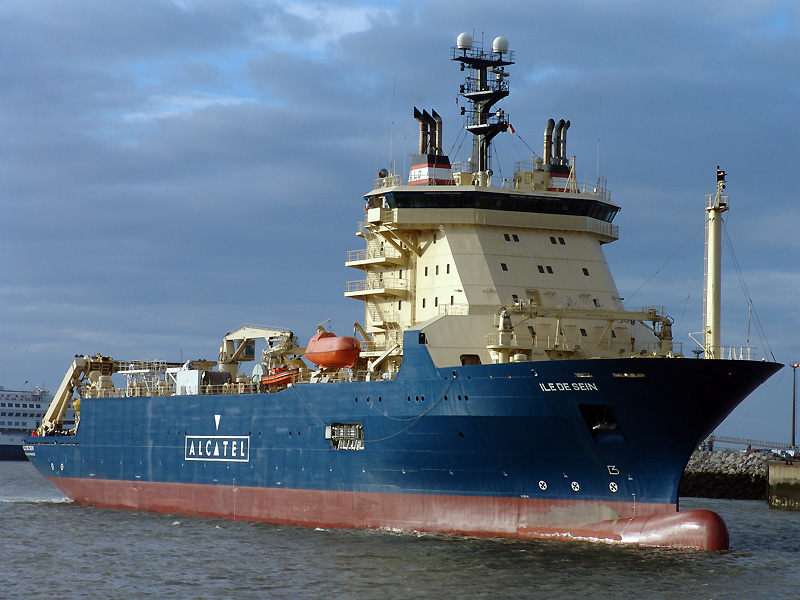
El barco Ile de Sein, asignado para ayudar en la recuperación de los materiales del fondo del mar.

### Impacto
Las grabaciones de los datos del vuelo en la caja negra se interrumpen a las 02:14:28 UTC, es decir, 3 horas y 45 minutos después del despegue en Río de Janeiro; la aeronave se encontraba en la posición 3° 03.9' N, 30° 33.78' O. En ese instante la velocidad de la aeronave con respecto al suelo era de 107 nudos, y se encontraba descendiendo a una tasa de 10.912 pies por minuto. Su ángulo de cabeceo era de 16,2 grados (morro hacia arriba), con un ángulo de alabeo de 5,3 grados a la izquierda. Durante este descenso, la aeronave había virado más de 180 grados hacia la derecha hacia rumbo de 270 grados. La aeronave estuvo en pérdida durante todo su descenso desde 38.000 pies, el cual duró 3 minutos 30 segundos antes de estrellarse contra la superficie del océano a una velocidad vertical de 151 nudos (280 km/h), y una componente de velocidad horizontal de 107 nudos (195 km/h), respectivamente. El avión se partió del tremendo impacto; todos sus ocupantes fallecieron, presumiblemente de manera instantánea. No se encontraron indicios de fuego.
La última alerta, recibida a las 23:14 (hora de Brasilia UTC-3), fue la alerta de Cabin Vertical Speed, que indicaba la entrada de aire exterior en la cabina, lo cual podría corresponder a una despresurización, o a que el avión ya estaba cayendo.
En total se emitieron 24 señales de anomalías en los cuatro últimos minutos de contacto con la aeronave.

#### Los 24 mensajes ACARS
Los mensajes de advertencia o anomalía producidos por el sistema de control fueron:
| Tiempo | Código                          | Interpretación |
| ------ | ------------------------------- | --- |
| 22:45  | FAILURE LAV CONF                | Mal funcionamiento de los lavabos |
| 02:10  | WARNING AUTO FLT AP OFF         | Desconexión del piloto automático |
| 02:10  | WARNING AUTO FLT                | Desconocido |
| 02:10  | WARNING F/CTL ALTN LAW          | El sistema Fly-by-wire cambia de modo normal (Normal Law) al modo alternativo (Alternate Law), esto desactiva muchos sistemas de seguridad para el vuelo                                                                          |
| 02:10  | WARNING FLAG ON CAPT PFD        | En el panel del comandante aparece la alerta de velocidad no confiable |
| 02:10  | WARNING FLAG ON F/O PFD         | En el panel del copiloto salta la alerta de velocidad no confiable |
| 02:10  | WARNING AUTO FLT A/THR OFF      | El selector de potencia de motor pasa a modo manual |
| 02:10  | WARNING NAV TCAS FAULT          | El sistema anticolisión (TCAS) da un error y se desactiva |
| 02:10  | WARNING FLAG ON CAPT PFD        | En el panel del comandante aparece la alerta de velocidad no confiable |
| 02:10  | WARNING FLAG ON F/O PFD         | En el panel del copiloto se refleja la alerta de velocidad no confiable |
| 02:10  | WARNING F/CTL RUD TRV LIM FAULT | El mensaje indica que el piloto automático no puede controlar el timón de cola |
| 02:10  | WARNING MAINTENANCE STATUS      | El mensaje indica que la aeronave puede necesitar mantenimiento cuando llegue a base |
| 02:10  | WARNING MAINTENANCE STATUS      | El mensaje indica que la aeronave puede necesitar mantenimiento cuando llegue a base |
| 02:10  | FAILURE EFCS2 1                 | Otros problemas en el Sistema Electrónico de Control de Vuelo |
| 02:10  | FAILURE EFCS1 X2                | Otros problemas en el Sistema Electrónico de Control de Vuelo |
| 02:11  | WARNING FLAG ON CAPT PFD        | El panel del comandante muestra la alerta de velocidad no confiable |
| 02:11  | WARNING FLAG ON F/O PFD         | En el panel del copiloto salta la alerta de velocidad no confiable |
| 02:12  | WARNING NAV ADR DISAGREE        | El sistema independiente de análisis de los sistemas de vuelo (velocidad, altitud, etc.) calcula que los datos de los sensores son contradictorios (no coinciden) y no encuentra cómo discernir el dato correcto del que no lo es |
| 02:12  | FAILURE ISIS 1                  | Fallo del horizonte artificial |
| 02:12  | FAILURE IR2 1, EFCS1X, IR1, IR3 | Fallo de los ordenadores de vuelo de vuelo (IR1, IR3) y Fly-by-wire |
| 02:13  | WARNING F/CTL PRIM 1 FAULT      | La computadora primaria detecta varios errores y se desactiva (a causa de los errores del análisis de vuelo) |
| 02:13  | WARNING F/CTL SEC 1 FAULT       | La computadora secundaria halla varios errores y se desactiva (a causa de los errores del análisis de vuelo) |
| 02:14  | WARNING MAINTENANCE STATUS      | El mensaje indica que la aeronave puede necesitar mantenimiento cuando llegue a base |
| 02:14  | FAILURE AFS                     | El vuelo automático (Automatic Flight System) falla y se desactiva |
| 02:14  | WARNING ADVISORY                | Este mensaje puede indicar un descenso demasiado rápido o una despresurización del avión, aunque es concebible que el mensaje esté distorsionado por los errores de la instrumentación                                            |

#### Registro de voz
Los últimos minutos del vuelo fueron registrados por las cajas negras. A continuación, el registro de la grabadora de voz (el texto contiene las transcripciones con las mismas palabras que usó la tripulación, por lo que algunas personas pueden considerar el lenguaje empleado fuerte o inadecuado):
| Transcripción de filtrado de la grabadora de voces de cabina | Transcripción de filtrado de la grabadora de voces de cabina | Transcripción de filtrado de la grabadora de voces de cabina | Transcripción de filtrado de la grabadora de voces de cabina |
| Tiempo (UTC) | Hablante                                                     | Francés (original) | Español (traducido) |
| --- | ------------------------------------------------------------ | --- | --- |
| 10:11:05 | ATC                                                          | Air France 447 | Air France 447 |
| 10:11:15 | Capitán                                                      | Ici Air France 447 | Aqui Air France 447 |
| 10:11:25 | ATC                                                          | Air France 447 contact atlantique | Air France 447 contacte atlántico |
| 10:11:35 | Capitán                                                      | Atlantique atlantique Air France 447 appeler l'atlantique | Atlántico atlántico Air France 447 llamando a atlántico |
| 10:11:45 | Centro atlántico                                             | Ici atlantique Air France 447 continue | Aqui atlántico Air France 447 prosiga |
| 10:11:55 | Capitán                                                      | Air France 447 nivel de vuelo 3-5-0 llegando a INTOL | Air France 447 nivel de vuelo 3-5-0 llegando a INTOL |
| 10:12:05 | Centro atlántico                                             | Air France 447 maintenir le niveau de vol 3-5-0 bonne nuit | Air France 447 mantenga nivel de vuelo 3-5-0 buenas noches |
| 10:12:15 | Capitán                                                      | Bonne nuit Air France 447 | Buenas noches Air France 447 |
| Tres horas más tarde Robert se va a descansar; después de 2 horas vuelve a la cabina y el capitán se va a tomar su descanso; Robert se sienta en su lugar |                                                              | | |
| 02:03:44 | Bonin                                                        | La convergence inter tropicale… voilà, là on est dedans, entre 'SALPU' et 'TASIL.' Et puis, voilà, on est en plein dedans…                                                 | La convergencia intertropical... mira, estamos aquí dentro, entre "SALPU" y "TASIL". Eso es, estamos en el medio de todo...                                          |
| 02:05:55 | Robert                                                       | Oui, on va les appeler derrière... pour leur dire quand même parce que...                                                                                                  | Sí, vamos a llamar a la parte trasera... para hacérselo saber al menos porque...                                                                                     |
| 02:05:59 | Auxiliar de vuelo                                            | Oui? Marilyn. | ¿Sí? Marilyn. |
| 02:06:04 | Bonin                                                        | Oui, Marilyn, c'est Pierre devant... Dis-moi, dans deux minutes, on devrait attaquer une zone où ça devrait bouger un peu plus que maintenant. Il faudrait vous méfier là. | Sí, Marilyn, soy Pierre... Escucha, dentro de dos minutos, vamos a entrar en una zona donde las cosas se van a mover un poco más que ahora. Habrá que tener cuidado. |
| 02:06:13 | Auxiliar de vuelo                                            | D'accord, on s'assoit alors? | De acuerdo, ¿nos sentamos entonces? |
| 02:06:15 | Bonin                                                        | Bon, je pense que ce serait pas mal… tu préviens les copains! | Bueno, creo que no es una mala idea... ¡Tú prevén a tus compañeros!                                                                                                  |
| 02:06:18 | Auxiliar de vuelo                                            | Ouais, ok, j'appelle les autres derrière. Merci beaucoup. | Sí, vale, se lo digo a los otros de la parte trasera. Muchas gracias.                                                                                                |
| 02:06:19 | Bonin                                                        | Mais je te rappelle dès qu'on est sorti de là. | Entonces te llamaré tan pronto como salgamos de allí. |
| 02:06:20 | Auxiliar de vuelo                                            | Ok | Ok |
| Los dos copilotos hablan sobre las inusuales altas temperaturas en el exterior, que les han impedido ascender a la altitud deseada, y se muestran contentos por volar en un Airbus A330, dado que tiene un mejor rendimiento a esa altitud que el A340. |                                                              | | |
| 02:06:50 | Bonin                                                        | Va pour les anti-ice. C'est toujours ça de pris. | Vamos por el sistema anti-hielo. Es mejor que nada. |
| 02:07:00 | Bonin                                                        | On est apparemment à la limite de la couche, ça devrait aller. | Parece que estamos al final de la capa de nubes, eso debería funcionar.                                                                                              |
| 02:08:03 | Robert                                                       | Tu peux éventuellement le tirer un peu à gauche. | Puedes quizá tirar un poco hacia la izquierda. |
| 02:08:05 | Bonin                                                        | Excuse-moi? | ¿Perdón? |
| 02:08:07 | Robert                                                       | Tu peux éventuellement prendre un peu à gauche. On est d'accord qu'on est en manuel, hein?                                                                                 | Puedes quizá tirar un poco hacia la izquierda. Estamos de acuerdo en que estamos en manual, ¿no?                                                                     |
| Mientras se adentran en la tormenta, la temperatura aumenta y un olor parecido al producido por un transformador eléctrico inunda la cabina. Al principio, Bonin piensa que existe un problema con el sistema de aire acondicionado, pero Robert le explica que es normal debido a la fuerza de la tormenta. El sonido de la tormenta aumenta, por lo que Bonin anuncia que va a disminuir la velocidad del avión y le pregunta a su compañero si sería apropiado encender un sistema que evita que los motores se incendien cuando hay demasiado hielo. |                                                              | | |
| Los 3 tubos Pitot del avión, encargados de medir la velocidad, fallan debido a la acumulación de hielo. Sin la información sobre su velocidad, el piloto automático no puede seguir controlando de manera segura el avión, por lo que se desconecta automáticamente. Aunque el avión no ha sufrido ningún fallo mecánico, ni Bonin ni Robert habían recibido entrenamiento sobre qué hacer ante unos indicadores de velocidad poco fiables a velocidad de crucero ni sobre cómo pilotar el avión manualmente en esas condiciones. |                                                              | | |
| 02:10:06 | Bonin                                                        | J'ai les commandes. | Tengo los controles. |
| 02:10:07 | Robert                                                       | D'accord. | De acuerdo. |
| Cuando Bonin toma el control, rápidamente hace que el avión ascienda, incluso a pesar de haber disminuido la velocidad y discutido previamente el problema de ascender de forma segura debido a la elevada temperatura. Debido a esto, los sistemas del avión envían dos alertasː la primera advierte a la tripulación de que están dejando la ruta programada y la segunda que si continúan podrían entrar en pérdida La alarma de entrada en pérdida de los Airbus está diseñada para que sea imposible ignorarla. Sin embargo, durante el resto del vuelo ninguno de los pilotos la mencionará ni hablará de la posibilidad de estar en pérdida, pese a que la palabra "Stallǃ" ("pérdida" en inglés) suena hasta 75 veces. |                                                              | | |
| 02:10:07 | Robert                                                       | Qu'est-ce que c'est que ça? | ¿Qué es esto? |
| 02:10:15 | Bonin                                                        | On n'a pas une bonne… On n'a pas une bonne annonce de vitesse. | No tenemos... No tenemos buenas lecturas de la velocidad. |
| 02:10:16 | Robert                                                       | On a perdu les, les, les vitesses alors? | ¿Hemos perdido las, las, las velocidades entonces? (Obviamente, se refiere a las lecturas)                                                                           |
| 02:10:27 | Robert                                                       | Faites attention à ta vitesse. Faites attention à ta vitesse. | Presta atención a tu velocidad. Presta atención a tu velocidad. |
| Robert posiblemente habla de la decreciente velocidad vertical del avión, ya que el avión no podrá seguir ascendiendo mucho más tiempo si continúan así. |                                                              | | |
| 02:10:28 | Bonin                                                        | Ok, ok, je redescends. | Bueno, bueno, estoy bajando. |
| 02:10:30 | Robert                                                       | Tu stabilises... | Estabiliza... |
| 02:10:31 | Bonin                                                        | Ouais. | Sí. |
| 02:10:31 | Robert                                                       | Tu redescends... On est en train de monter selon lui… Selon lui, tu montes, donc tu redescends.                                                                            | Tú vuelve a bajar... Según lo que dice aquí estamos subiendo... Según esto, estás subiendo, así que desciende.                                                       |
| 02:10:35 | Bonin                                                        | D'accord. | Muy bien. |
| El sistema anti-hielo del avión empieza a tener efecto sobre los tubos de Pitot y uno de ellos vuelve a funcionar. |                                                              | | |
| 02:10:36 | Robert                                                       | Redescends! | ¡Desciende! |
| 02:10:37 | Bonin                                                        | C'est parti, on redescend. | Allá vamos, estamos descendiendo. |
| 02:10:38 | Robert                                                       | Doucement! | ¡Con cuidado! |
| El avión acelera hasta 223 kn y la alarma de pérdida se apaga, de modo que los pilotos recuperan momentáneamente el control de la aeronave. |                                                              | | |
| 02:10:41 | Bonin                                                        | On est en… ouais, on est en "climb." | Estamos en... sí, estamos en "climb" (ascenso). |
| A pesar de todo, Bonin no baja el morro. Dándose cuenta de la gravedad de la situación, Robert pulsa un botón para llamar al capitán Dubois. |                                                              | | |
| 02:10:49 | Robert                                                       | Putain, il est où... euh? | Joder, ¿dónde está?... ¿eh? |
| 02:10:55 | Robert                                                       | Putain! | ¡Joder! |
| Otro de los tubos de Pitot empieza a funcionar. A partir de este momento, la tripulación tiene toda la información para volar de forma segura. Los problemas que ocurren en lo sucesivo se deben únicamente a errores humanos. |                                                              | | |
| 02:11:03 | Bonin                                                        | Je suis en TOGA, hein? | Estoy en TOGA, ¿eh? |
| TO/GA es un acrónimo de "Take Off/Go Around" (Despegar/Motor y al aire), una situación en la que los motores están a potencia máxima, normalmente utilizada durante el despegue o en una aproximación frustrada a un aeropuerto. Bonin intenta conseguir el mismo efectoː aumentar la velocidad y ganar altura, pero no tiene en cuenta que la potencia de los motores a 37.500 pies de altitud es mucho menor que al nivel del mar y que las alas generan menos sustentación. |                                                              | | |
| 02:11:06 | Robert                                                       | Putain, il vient ou il vient pas? | Joder, ¿va a venir o no? |
| Con el morro del avión apuntando hacia arriba en un ángulo de 18 grados, finalmente los motores no pueden seguir generando suficiente empuje, el avión entra en pérdida y empieza a descender. |                                                              | | |
| 02:11:21 | Robert                                                       | On a pourtant les moteurs! Qu'est-ce qui se passe bordel? Je ne comprends pas ce que se passe.                                                                             | ¡Todavía tenemos los motores! ¿Qué demonios está pasando? No entiendo lo que está pasando.                                                                           |
| 02:11:32 | Bonin                                                        | Putain, j'ai plus le contrôle de l'avion, là! J'ai plus le contrôle de l'avion!                                                                                            | Joder, ¡ya no tengo el control del avión!, ¡ya no tengo el control del avión!                                                                                        |
| 02:11:37 | Robert                                                       | Commandes à gauche! | ¡Controles a la izquierda! |
| Robert, el copiloto con mayor experiencia y que parece comprender algo mejor la situación, toma el mando del avión. Sin embargo, tampoco nota que el avión ha entrado en pérdida, a pesar de la alarma sonora que les advierte de esa situación. Bonin retoma los controles. |                                                              | | |
| 02:11:43 | Capitán                                                      | Eh... Qu'est-ce que vous foutez? | Eh... ¿Qué demonios estáis haciendo? |
| 02:11:45 | Bonin                                                        | On perd le contrôle de l'avion, là! | ¡Hemos perdido el control del avión! |
| 02:11:47 | Robert                                                       | On a totalement perdu le contrôle de l'avion... On comprend rien... On a tout tenté...                                                                                     | Hemos perdido totalmente el control del avión... No entendemos nada... Lo hemos intentado todo...                                                                    |
| El capitán regresa pero no intenta ponerse a los controles (posiblemente para no complicar la situación), y se sienta detrás de los pilotos. En esa posición, no puede ver que los controles hacen que el morro apunte hacia arriba, el procedimiento contrario al necesario para salir de pérdida, por lo que el avión continúa cayendo rápidamente. |                                                              | | |
| 02:12:14 | Robert                                                       | Qu'est-ce que tu en penses? Qu'est-ce que tu en penses? Qu'est-ce qu'il faut faire?                                                                                        | ¿En qué piensas? ¿En qué piensas? ¿Qué debemos hacer? |
| 02:12:15 | Capitán                                                      | Alors, là, je ne sais pas! | Bueno, ¡yo no lo sé! |
| Con la alerta de pérdida aún sonando, los tres miembros de la tripulación discuten la situación, pero parecen incapaces de comprender el problema. El avión atraviesa una zona de turbulencia y el capitán urge a Bonin a nivelar las alas, pero este lo ignora. Durante un momento, los pilotos increíblemente llegan a discutir sobre si están ascendiendo o descendiendo, antes de ponerse de acuerdo en que están descendiendo. Con el avión a 10.000 pies (poco más de 3.000 m) Robert intenta coger el control del avión y mueve su mando hacia adelante para hacer que el morro del avión baje, pero debido a que los controles están en modo dual, el sistema promedia su orden con la de Bonin que aún tiene los controles hacia atrás, elevando el morro, por lo que la maniobra resulta inútil. A diferencia de los mandos de los aviones Boeing, los de los Airbus no se mueven sincronizadamente, por lo que Robert no podía saber lo que hacía Bonin a menos que mirase directamente a su palanca. |                                                              | | |
| 02:13:40 | Robert                                                       | Remonte... remonte... remonte... remonte... | Sube... sube... sube... sube... |
| 02:13:40 | Bonin                                                        | Mais je suis à fond à cabrer depuis tout à l'heure! | ¡Pero si he tenido el mando hacia atrás todo el tiempo! |
| Bonin revela un hecho clave, todo este tiempo ha estado realizando la maniobra contraria a la debida, por lo que todos los intentos de salir de la pérdida habían resultado inútiles. |                                                              | | |
| 02:13:42 | Capitán                                                      | Non, non, non... Ne remonte pas... non, non. | No, no, no... No subas... no, no. |
| 02:13:43 | Robert                                                       | Alors descends... Alors, donne-moi les commandes... À moi les commandes!                                                                                                   | Entonces desciende... Mira, dame los controles... ¡Dame los controles a mí!                                                                                          |
| Robert reasume los mandos y hace que el morro del avión baje, ganando velocidad, pero el avión sigue descendiendo rápidamente y a 2.000 pies (poco más de 600 m) el avión emite una nueva alerta. En este momento es vital ganar suficiente velocidad para poder tener suficiente fuerza de sustentación para ascender. Sin embargo, sin avisar a sus compañeros, Bonin vuelve a tirar hacia atrás su palanca, disminuyendo la efectividad de la maniobra de su compañero. |                                                              | | |
| 02:14:23 | Robert                                                       | Putain, on va taper... Merde c'est pas vrai! | Joder, vamos a chocar... ¡Mierda, no puede ser verdad! |
| 02:14:25 | Bonin                                                        | Mais qu'est-ce que se passe? | ¿Pero qué ha pasado? |
| 02:14:27 | Capitán                                                      | 10 degrès d'assiette... | Diez grados de cabeceo... |
| Tras estas palabras la grabadora solo registra 1,4 segundos más antes de detenerse. |                                                              | | |
| Final de la grabación. |                                                              | | |

## Búsqueda

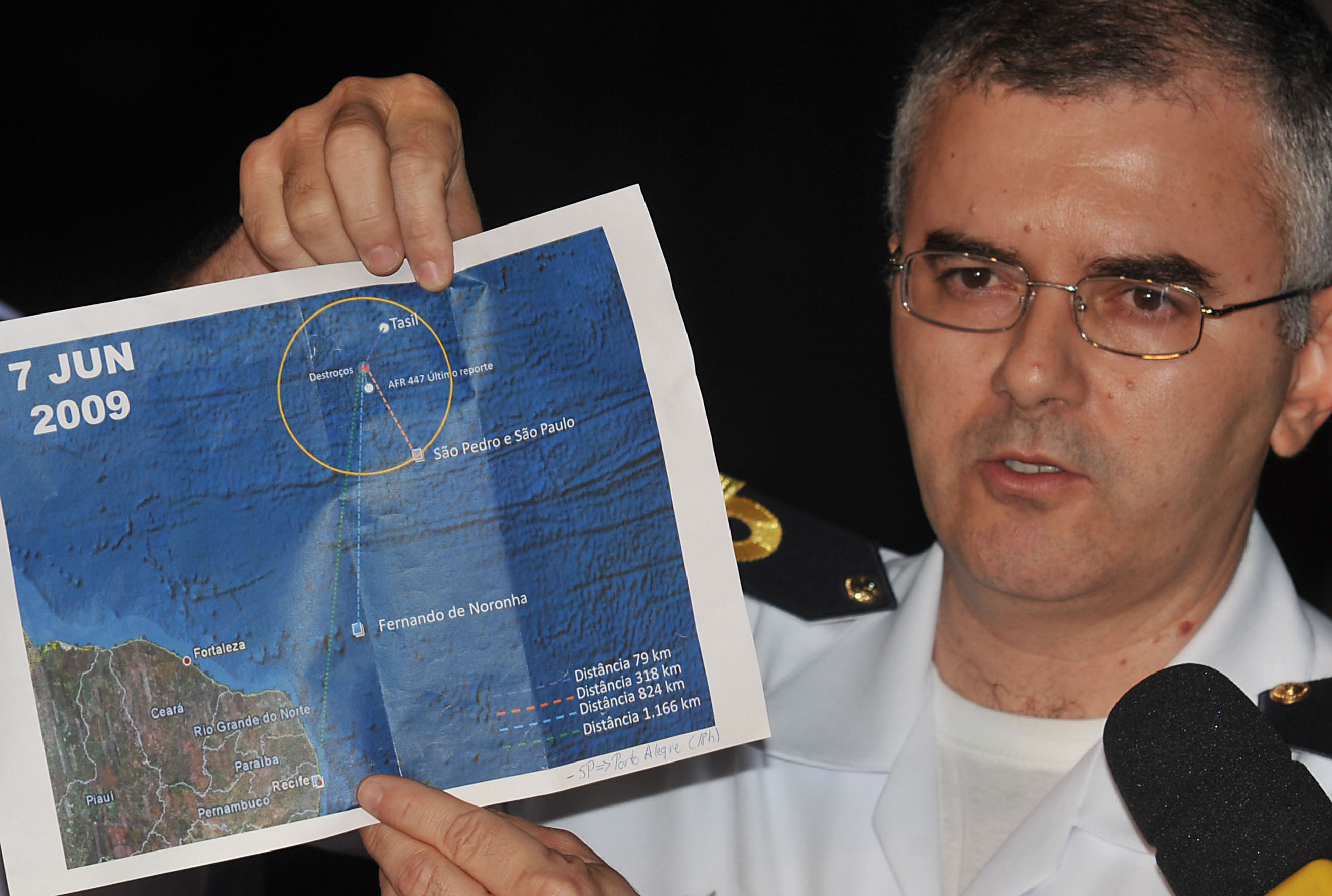
Recife: 8 de junio de 2009, el capitán Tabosa muestra el mapa con la ubicación de los restos del Airbus A330-203.

En su primer comunicado, la autoridad del aeropuerto de París indicó que el contacto se perdió a las 06:00 UTC, hora en la que el avión debería encontrarse mucho más cerca de Europa (probablemente sobre las islas Azores).
Más tarde, el portavoz de la Fuerza Aérea Brasileña declaró que el radar en las Islas de Cabo Verde no detectaba la aeronave sobre el océano Atlántico, por lo que se habían enviado varios aviones. Además de los aviones de búsqueda y salvamento brasileños, hacia el archipiélago de Fernando de Noronha se enviaron aviones de reconocimiento franceses, uno de ellos desde Dakar. Al final de la mañana, el vuelo AF447 había sido eliminado de la lista de los vuelos en el sitio web de Aéroports de París. A las 19:00 UTC del 1 de junio, España envió un avión CASA CN-235 de patrulla marítima en misión de búsqueda y salvamento cerca de Cabo Verde.
El director ejecutivo de Air France, Pierre-Henri Gourgeon, afirmó: «Estamos probablemente ante una gran catástrofe aérea». Un portavoz de Air France especuló que la aeronave podría haber sido alcanzada por un rayo, aunque este hecho rara vez causa un accidente de aviación. Las autoridades del aeropuerto Charles De Gaulle afirmaron que no había «ninguna esperanza de encontrar supervivientes».

### Primeros hallazgos

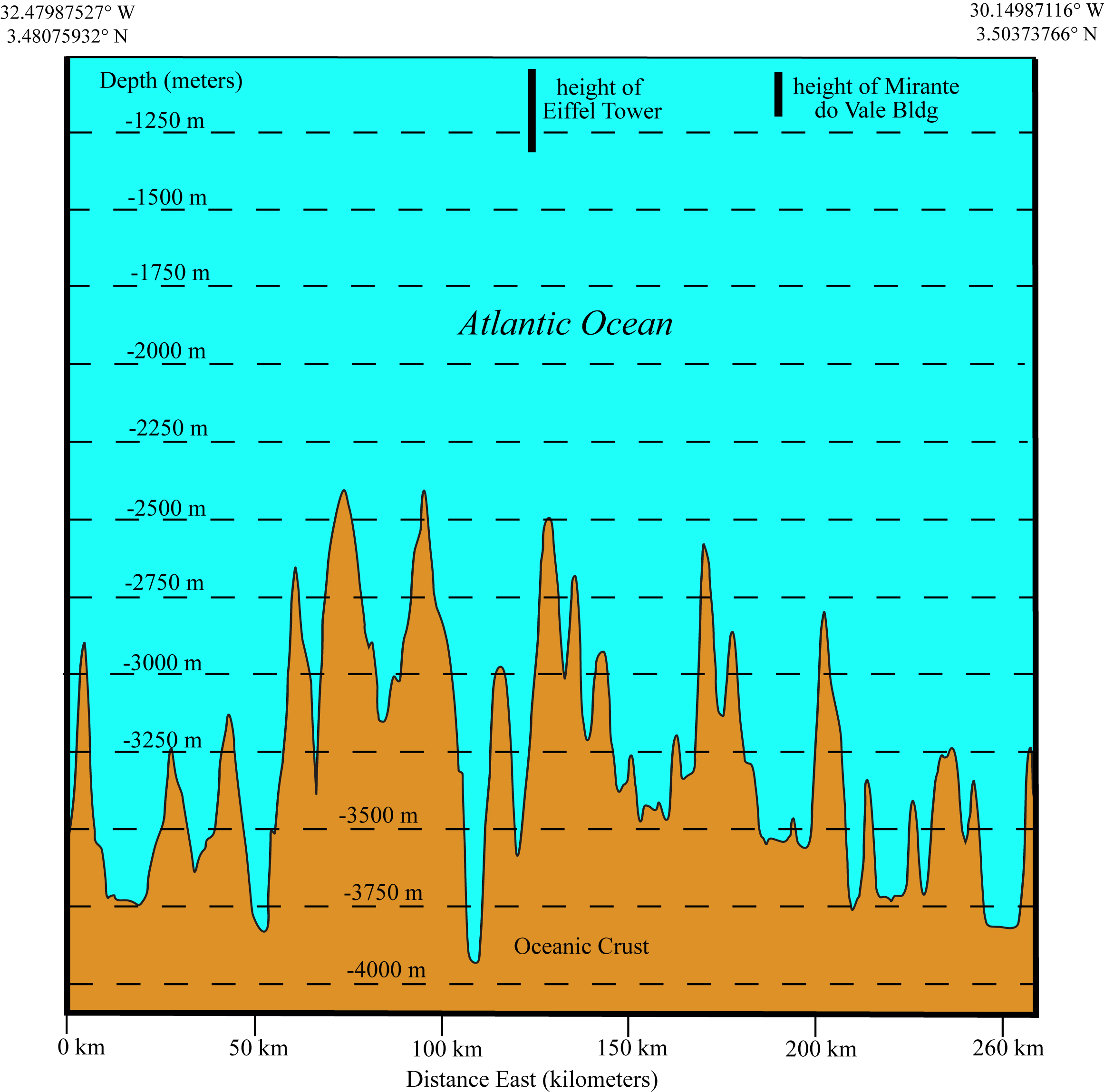
Corte de este a oeste con la profundidad del lugar donde cayeron los restos del avión.

Después del hallazgo, el 2 de junio, de materiales flotando en aguas brasileñas que luego se aclaró no pertenecían al AF447, finalmente el 6 de junio las autoridades brasileñas confirmaron el hallazgo de 2 cadáveres y una maleta pertenecientes al vuelo 447 de Air France flotando en el océano Atlántico, lo cual dio indicios de la localización oficial de la aeronave. A su vez, se indicó que la aeronave envió mensajes automáticos indicando que una parte esencial del fuselaje se rompió en el aire antes de desaparecer en el radar.

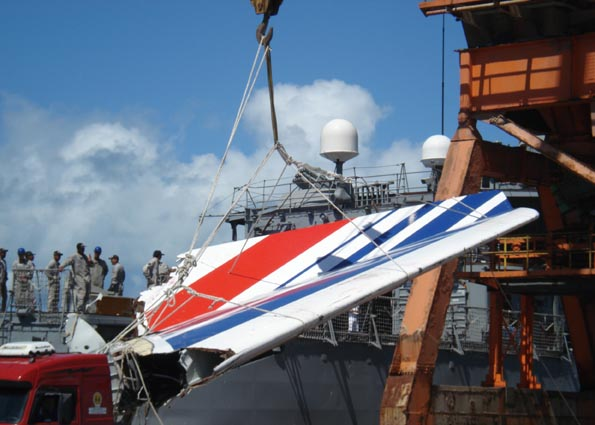
La recuperación de la Helm, el elemento vertical de fin la cola.

El 7 de junio se confirmó el hallazgo de más cadáveres, con lo que la cifra ascendió a 17 cuerpos. El teniente coronel Henry Wilson Munhoz, de la Fuerza Aérea de Brasil, explicó que la Marina de su país se ocupó del rescate de nueve de los cuerpos, mientras que los otros ocho habían sido recuperados por la fragata francesa "Ventôse", que también operaba en la zona de búsquedas, cerca de los peñascos deshabitados de San Pedro y San Pablo.
Para el 8 de junio, los equipos de rescate recuperaron ocho cuerpos, lo que elevó a 24 la cifra de víctimas recuperadas del mar. Asimismo, el portavoz de la Fuerza Aérea Brasileña mostró a los periodistas fotografías de la cola del avión con los colores de Air France, siendo recuperada de las aguas por miembros del equipo de socorro, que luego sería trasladada a Recife.
Hasta el 11 de junio, los equipos combinados de la fuerza aérea y la marina de Brasil y Francia rescataron 44 cuerpos de la totalidad de las víctimas; 16 se encontraban en Recife y otros habían sido avistados cerca de un área que las autoridades habían considerado como área primordial, ubicada a unos 1.350 km aproximadamente de las costas brasileñas. Así también, la Fuerza Aérea de Brasil dijo que continuarían la búsqueda de las víctimas del trágico accidente hasta el día 19 de junio.

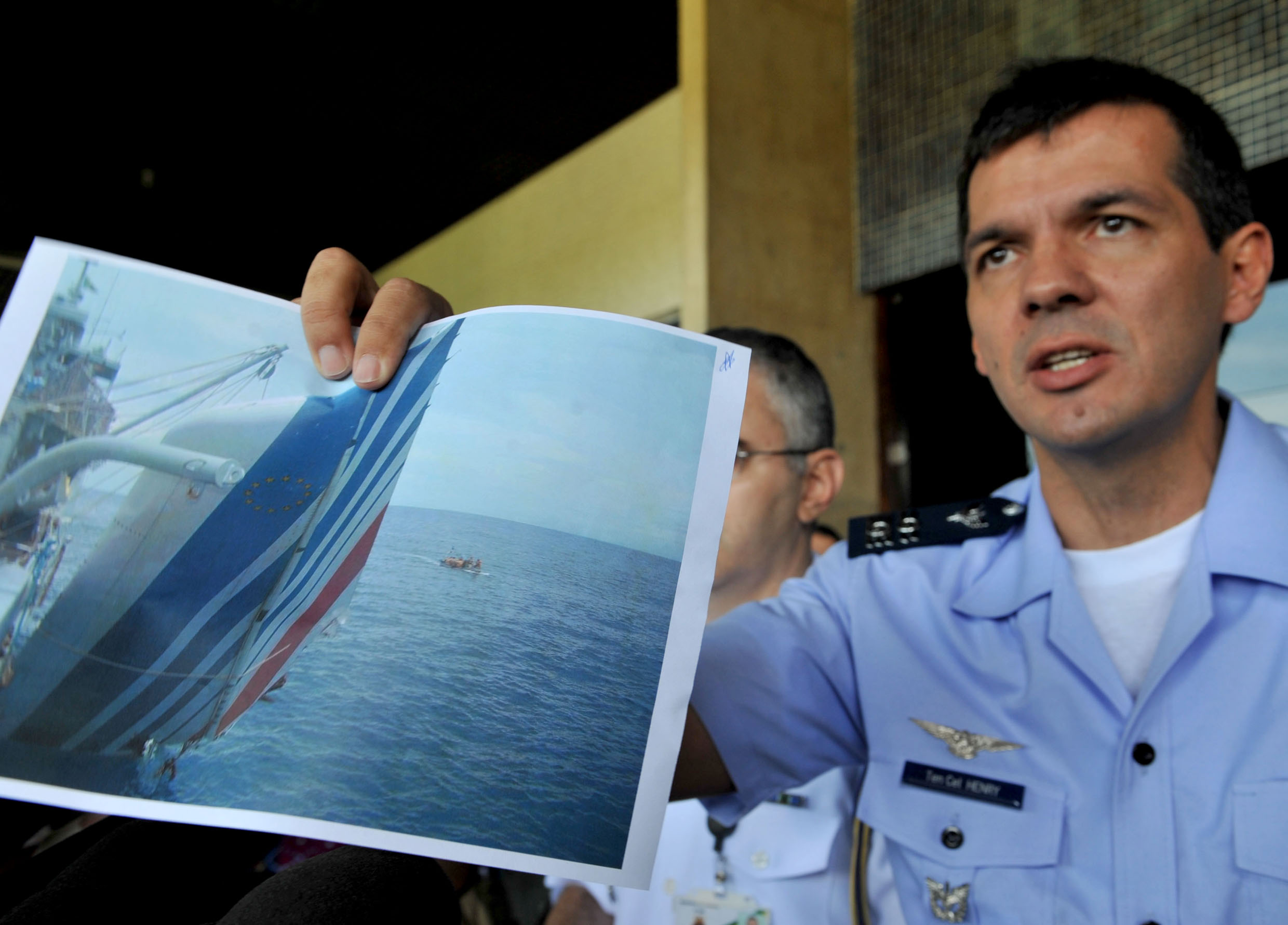
El teniente coronel Henry Munhoz, muestra una fotografía que recuerda el momento en que parte del Airbus A330 se recupera desde el océano.

### Continuación de la búsqueda
De acuerdo con la Oficina de Investigaciones y Análisis Aéreos, era poco probable que se recuperaran las cajas negras debido a la profundidad del océano en ese punto y a la complicada geografía del lecho marino. Un avión brasileño tipo AWACS fue enviado a la zona para trazar una cartografía de los restos; un avión francés Falcon 50, especializado en la búsqueda de piratas y narcotraficantes, también fue enviado a la zona.
Finalmente, un navío con dos minisubmarinos fue enviado al lugar, para intentar rastrear la señal de localización que las cajas negras emitieron durante aproximadamente un mes. Este buque fue el Ile De Sein, propiedad de la compañía de telecomunicaciones Alcatel-Lucent y habitualmente utilizado para trabajos de cable submarino de fibra óptica. Los restos se habían encontrado a una profundidad de 3,900 metros a principios de esta semana. El 8 de abril de 2011 se le encomendó recuperar los registradores de vuelo y otras pistas de los restos para determinar la causa del accidente. Los ROV fueron proporcionado por Phoenix International Inc, una compañía de los Estados Unidos.

### Hallazgo de las cajas negras
Según la BEA, una de las cajas negras, la que contiene los datos de vuelo (FDR, flight data recorder), fue encontrada el 27 de abril de 2011, sin la unidad de memoria, a 4000 metros de profundidad. Sin embargo, esta última fue encontrada, en aparente buen estado el sábado 1 de mayo, por lo que se esperaba tener finalmente más información al respecto de las causas del accidente. Días más tarde, el 3 de mayo, fue encontrada la segunda caja negra, que contenía las voces de cabina (CVR, cockpit voice recorder).
Tras el hallazgo de las dos cajas negras, la BEA realizó un informe Archivado el 15 de octubre de 2011 en Wayback Machine. Los datos obtenidos ayudó a esclarecer los últimos minutos vividos por los pasajeros y tripulación del vuelo.

## Hipótesis sobre la tragedia

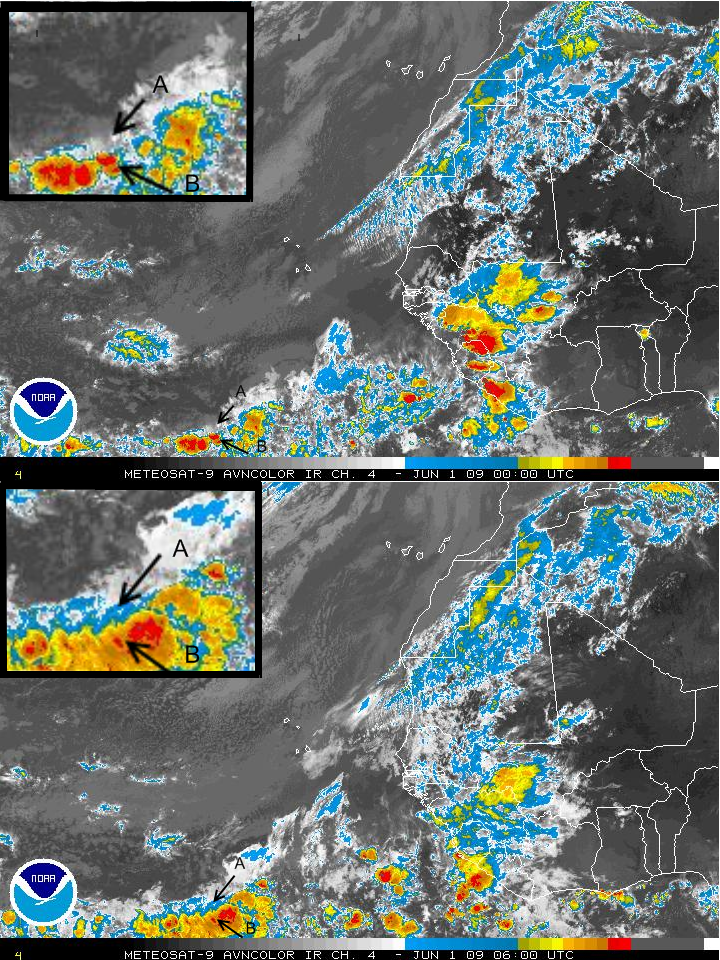
Imágenes satelitales proporcionadas por la agencia estadounidense NOAA que muestra las variaciones en el clima en el trayecto del vuelo 447. La primera imagen fue tomada a las 00h (UTC) del 1 de junio y la segunda a las 06h del mismo día. El punto A indica la última posición conocida del avión y el punto B indica el lugar donde se hallaron los restos del avión.

La reconstrucción del accidente realizada por Airbus y la BEA (Bureau d'Enquêtes et d'Analyses pour la Sécurité de l'Aviation Civile) determinó, a partir de los 24 mensajes automáticos enviados en 4 minutos por el computador de mantenimiento a bordo, que el vuelo 447 afrontó condiciones atmosféricas adversas súbitas con una alta densidad eléctrica (tormenta eléctrica) y gradientes térmicos provocados por masas de aire caliente en ciclo ascendente-descendente hacia zonas muy frías a partir de las 23:10 (UTC-3).
Aparentemente, la alta tecnología de la aviónica del Airbus jugó en contra, ya que a partir de los escasos restos del fuselaje y de los mensajes del computador de mantenimiento, se ha planteado una hipótesis que ha ido cobrando cada vez mayor fuerza y es que el vuelo 447 afrontó una zona de convergencia intertropical con al menos dos frentes sucesivos de mal tiempo en desarrollo. El avión estuvo a punto de partirse a partir de las 23:10 en medio de un amplio campo de nubes de tipo cumulonimbus, y los tubos Pitot (sensores de presión situados debajo del fuselaje del avión) alcanzaron el punto de rocío y se obturaron con hielo, provocando que la computadora de vuelo desconectara, sin intervención humana, el piloto automático. Este mantenía la aeronave en vuelo auto-controlado en un momento muy crítico en el que las corrientes transversales de viento actuaban con fuerza sobre el aparato, y además existían cambios térmicos relevantes entre las zonas que el avión iba atravesando.
La tripulación, cuyo capitán no se encontraba en su puesto en el momento y tuvo que volver apresuradamente, se vio obligada a tomar el control manual del avión cuando este volaba a gran velocidad en aire muy tenue, con grandes gradientes térmicos de -40 °C para pasar a -20 °C y luego a 23 °C, es decir, corrientes cálidas en ciclo de ascenso-descenso, para volver a zonas de bajas temperaturas con microcristales de hielo, provocando la obturación de los tubos Pitot y de este modo, creándose una cadena de eventos. El avión ya en control manual, en algún punto debió ser succionado por una masa de aire en descenso.
Las presiones de onda supersónicas cambiaron entonces de centro de gravedad trasladándose desde las alas a la punta del avión, haciendo que este se desestabilizase y entrase en una súbita caída vertical a gran velocidad, sometiendo el fuselaje a presiones extremas que destrozaron la cabina.
Los investigadores determinaron que el avión chocó con el agua más o menos intacto, y se sumergió a una profundidad de 4,5 km yendo a dar a un lugar de profundas quebradas y gran cantidad de sedimentos.
Sigue siendo un misterio por qué la tripulación no evitó directamente el frente de mal tiempo, si bien existen evidencias de que al menos hubo una modificación mínima del plan de vuelo por parte del piloto. También, un programa emitido por la BBC y Nova llamado "Lost: The Mystery of Flight 447" presentaba la teoría de que probablemente un cúmulo de nubes de menor tamaño, pero más cercano a la aeronave, pudo haber ocultado la tormenta de mayor tamaño del radar meteorológico del avión, lo que habría hecho que los pilotos no hubieran tenido información correcta de la fuerte tormenta en la que se adentraban hasta que fue demasiado tarde para evitarla.

## Investigaciones jurídica y técnica en Francia
En Francia, se abrieron dos investigaciones por parte de los servicios estatales:
- Una fue una investigación judicial. Un juez del Tribunal Superior de París se encargó de la investigación penal por homicidio iniciada el 5 de junio de 2009. El juez trabajó con la asistencia de la Gendarmería Nacional (gendarmería de transporte aéreo) 10;[71]

- La otra fue una investigación técnica para la prevención de accidentes en el futuro. Como el accidente se produjo en aguas internacionales, la investigación técnica estuvo a cargo de las autoridades de aviación del país de matrícula de la aeronave, es decir, la Oficina de Investigación y Análisis (BEA), de Francia.[72][73]

### Procesamiento
El 12 de marzo de 2010, un tribunal en Río de Janeiro fue el primero en condenar a Air France a pagar una indemnización. En consecuencia, la empresa tuvo que indemnizar con 840.000 € a los familiares de una víctima oriunda del estado de Río de Janeiro, Brasil. El 28 de septiembre de 2010, un tribunal francés dictaminó que los miembros de un vuelo de premio de compensación ayudante de 20.000 €. El juez supuso que el accidente se debió a negligencias. Aunque el informe final aún no estaba finalizado, el tribunal dictaminó, que esa no era la primera vez que el indicador de velocidad fallaba, lo que se consideró suficiente para una acusación de delito de homicidio involuntario.
En marzo de 2011, tanto Airbus como Air France fueron imputados por homicidios involuntarios.
El 17 de julio de 2019, la Fiscalía francesa pidió que la aerolínea Air France fuera juzgada ante el Tribunal Correccional por "homicidios involuntarios por torpeza, imprudencia, falta de atención, negligencia o incumplimiento de una obligación de prudencia impuesta por la ley o el reglamento". El Ministerio Público estima que Air France falló al no ofrecer a su personal la información necesaria para saber cómo actuar en caso de que fallaran los sensores que permiten controlar la velocidad del avión. A su vez, la Fiscalía determinó que no existen suficientes elementos para presentar cargos contra Airbus, por lo que pidió su sobreseimiento. En septiembre de 2019, la Justicia francesa declaró el sobreseimiento para Air France y Airbus. 

## Causas

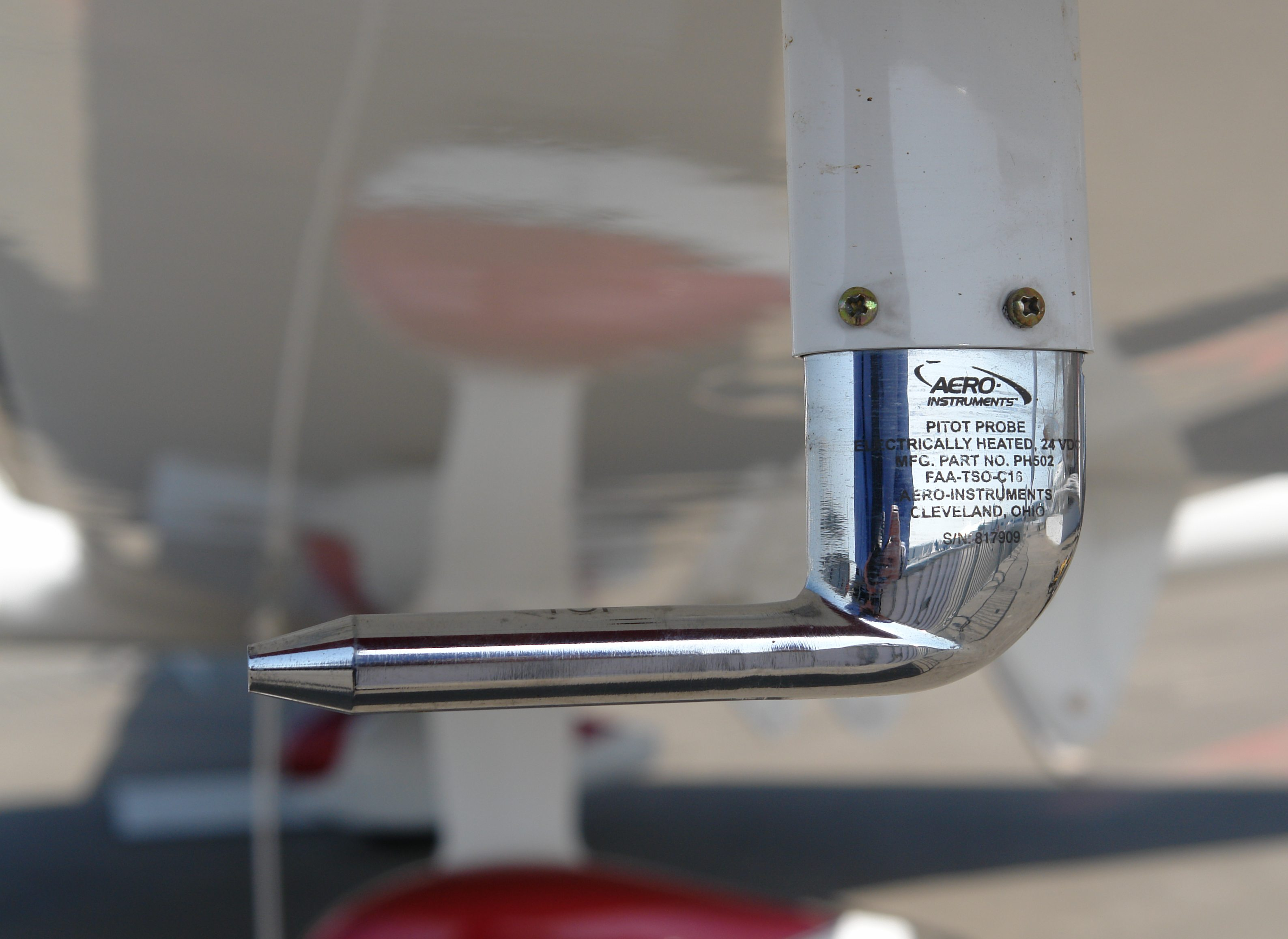
Un modelo del tubo de Pitot.

Según el informe realizado por la BEA, la causa principal fue la obstrucción de los tubos Pitot, seguida por una serie de "errores técnicos y humanos".
Según el informe las causas fueron:
- El fallo en los tubos Pitot. Anteriormente ya se habían registrado varios problemas parecidos con los tubos Pitot de los Airbus A330 y A340. Debido a esto, Airbus ya había pedido a las aerolíneas que reemplazaran los tubos por un nuevo modelo que tiene menor probabilidad de congelarse o taponarse. Desafortunadamente, para el momento de la tragedia, Air France aún estaba en proceso de instalar los nuevos modelos en sus aeronaves, por lo que la aeronave usada en el vuelo 447 no contaba con el nuevo modelo.
- La falta de coordinación entre los miembros de la tripulación. Tal como se evidenció tras la recuperación de las cajas negras, hubo momentos en los que los miembros de la tripulación no comunicaron sus intenciones a los demás, lo que ocasionó comportamientos contradictorios entre ellos mismos. Incluso hubo momentos en los que los dos copilotos enviaban órdenes completamente opuestas a la aeronave.
- La falta de implementación de los procedimientos estándar para la solución del problema. Los copilotos no siguieron el procedimiento estándar cuando reasumieron el control del avión tras haberse desactivado el piloto automático. Estos procedimientos incluyen los relativos a perder los tubos Pitot y en caso de entrar en pérdida.

Alain Bouillard, el investigador principal, dijo que los dos pilotos a los mandos nunca comprendieron que el avión, que partió de Brasil en un vuelo nocturno con destino a Francia, sufría una pérdida de sustentación aerodinámica y "se encontraban en una situación de una pérdida casi total del control". También se hace notar la falta de coordinación existente a la hora de transferir vuelos entre los diferentes espacios aéreos incluyendo la demora en la activación de los Servicios de Búsqueda y Salvamento (SAR) entre los Centros de Control de Aéreo (ACC) de Recife y Atlántico pertenecientes a Brasil y Dakar Oceánico correspondiente a Senegal.

### Breves de BEA, publicados después de la recuperación de los registradores de vuelo
El 27 de mayo de 2011, el BEA hace pública una nota informativa después de un análisis preliminar de los registradores de vuelo en las cajas negras.
- Los hechos ocurren en cuestión de minutos después de que el capitán, quien aseguró el despegue de la aeronave y el primer segmento de vuelo en compañía de uno de los dos copilotos, transfiriera de hecho el mando de la aeronave al segundo copiloto. La cabina está ocupada por los dos copilotos, mientras que el capitán se fue a descansar en una litera, como es habitual, con el fin de asegurar el último segmento de vuelo y el aterrizaje.

- El evento inicial es la pérdida de información sobre la velocidad de la aeronave con respecto al aire circundante (tubos Pitot). Este valor determina la velocidad en el aire de la aeronave, y no se puede sustituir por otra medida de la velocidad, como la proporcionada por el equipo de GPS, debido a la diferencia significativa entre los dos valores que pueden derivarse de la acción de los vientos. Esta anomalía parece haber sido detectada por el sistema de gestión de vuelo. En cualquier caso, el desacoplamiento del piloto automático y el acelerador automático fueron registrados por las grabadoras de vuelo, resultando en un cambio al modo de control manual. Debido a que se careció de información sobre la velocidad necesaria para realizar ciertos cálculos, el sistema de gestión de vuelo aprobó la ley llamada "normal" en la ley llamada "alternativo", que solo proporciona un grado limitado de protección al avión con respecto a los cambios solicitados por el piloto o a los cambios en la actitud de la aeronave causada por perturbaciones externas.

- Segundos después del paso al control manual, el copiloto da la orden de elevar el morro, acción que queda registrada en la caja negra. Después de esta orden, el avión ascendió a 38.000 pies, con un ángulo de cabeceo de unos 16 grados. La alarma de entrada en pérdida dejó de sonar. Las siguientes órdenes del piloto fueron en su mayoría de ascenso, y el estabilizador horizontal ajustable (THR) respondió a estas órdenes en un minuto llevando la inclinación de la nave desde una posición inicial de 3 grados hasta 13 grados con el morro apuntando hacia arriba, situación que apenas cambió a lo largo del vuelo hasta el momento del impacto. Esta posición del THR contribuyó a mantener la condición de entrada en pérdida de la aeronave. Hay que señalar, sin embargo, un intento por un piloto para disminuir el ángulo de ataque a las 2 h 12 min 17 s: "El piloto empuja la palanca de comando hacia adelante, lo que reduce el ángulo de ataque de la aeronave.[80] Sin embargo, debido a lo reducido de la velocidad, 60 nudos (110 km/h ), la alarma de pérdida volvió a sonar, y los pilotos no persisten en su orden".[81][82]

- El descenso de la aeronave fue muy rápido, duró solo 3 minutos 30 segundos, durante los cuales la aeronave permaneció en pérdida (el ángulo de ataque durante este período se mantuvo por encima de 35 grados). Los motores estaban funcionando con normalidad y siempre respondieron a las órdenes de la tripulación.

- El capitán es llamado por el primer oficial, que había tomado su lugar poco antes del inicio de la secuencia, y regresa aproximadamente un minuto después de los primeros síntomas del evento. Se ubica en el asiento posterior, pero permanece pasivo. Esta es toda la tripulación que estaba presente en la cabina durante la pérdida de la aeronave. Los últimos valores almacenados por los registradores de vuelo son una inclinación del morro de 16,2 grados hacia arriba, un alabeo de 5,3 grados a la izquierda, una velocidad horizontal de 107 nudos (198 kmh) y una velocidad vertical de 10.912 pies / min 37, 38 (- 3226 m / min, o sea: 193 km/h).[83][84]

- Las razones por las que la tripulación perdió el control de la aeronave no están claras. Los datos que se hicieron públicos no permiten comprender cuáles fueron las razones que dieron lugar a una orden inicial de ascenso a la aeronave por parte del piloto, orden que causó un aumento en la altitud de la aeronave, a expensas de su velocidad, así como un aumento en el ángulo de ataque.[85][86]

Órdenes de control posteriores resultan también inexplicables hasta la fecha, en la medida en que el procedimiento para salir de una situación de pérdida aerodinámica, por lo general, implica una acción de cabeceo hacia abajo (para bajar el morro del avión), en lugar de hacia arriba.

### Tercer informe de BEA
El tercer informe preliminar de BEA, dado a conocer el 29 de julio de 2011, trata sobre problemas de seguridad que pudo detectar asociados al accidente. El mismo fue acompañado por dos documentos más breves resumiendo el informe preliminar y con algunas recomendaciones sobre temas de seguridad. El informe indicó que:
- Los pilotos no aplicaron el procedimiento para velocidad de aire no fiable.
- El piloto que estaba al control de la aeronave tiró de la palanca de control hacia atrás, incrementando el ángulo de ataque y forzando a la aeronave a ascender con rapidez.
- Los pilotos aparentemente no se dieron cuenta de que la aeronave había llegado a su máxima altitud permitida.
- Los pilotos no leyeron los datos disponibles (velocidad vertical, altitud, etc.).
- La advertencia de entrada en pérdida sonó de manera continua durante 54 segundos.
- Los pilotos no realizaron ningún comentario sobre las advertencias de entrada en pérdida y aparentemente no se dieron cuenta de que la aeronave estaba en pérdida.
- Hubo algunas sacudidas ("buffeting") como consecuencia de la pérdida.
- La alarma de pérdida se desconecta por diseño cuando las mediciones del ángulo de ataque son consideradas no válidas, y ese es el caso cuando la velocidad del aire desciende por debajo de determinado límite.
- Por lo tanto, la alarma de pérdida se apagó y se volvió a activar varias veces durante la pérdida; en particular, volvió a sonar cuando el piloto empujó hacia adelante la palanca de comando y luego se detuvo cuando la tiró hacia atrás; este hecho puede haber confundido a los pilotos.
- A pesar de que ellos eran conscientes de que la altura estaba disminuyendo con rapidez, los pilotos fueron incapaces de determinar en qué instrumentos podían confiar: les pudo haber dado la impresión que todos los valores eran incoherentes.[37]

La BEA formó un grupo de trabajo de factores humanos para analizar las acciones y reacciones de la tripulación durante las etapas finales del vuelo.
Un boletín de Air France expresó que "la engañosa conexión y desconexión de la alarma de entrada en pérdida, contradiciendo el estado real de la aeronave, contribuyó en gran medida a la dificultad que experimentó la tripulación para analizar la situación."

### Informe final de la BEA
El 5 de julio de 2012, la BEA publicó su informe final sobre el accidente. Este documento confirma las conclusiones de los informes preliminares y proporciona detalles adicionales y recomendaciones para mejorar la seguridad. Según el informe final, el accidente se debió a la sucesión de varios acontecimientos:
- Incompatibilidad entre las medidas de la velocidad del avión respecto al aire, probablemente como consecuencia de la obstrucción de los tubos Pitot por cristales de hielo. La principal consecuencia de este evento fue la desconexión del piloto automático y la reconfiguración del control a modo manual (ley alternativa).
- La tripulación realizó acciones inapropiadas que desestabilizaron el vuelo de la aeronave.
- Ante la pérdida de información sobre la velocidad, la tripulación no siguió el procedimiento que se aplica en este caso.
- La tripulación no acertó a reaccionar a tiempo para identificar y corregir el desvío respecto del plan de vuelo.
- La tripulación mostró una falta de comprensión de las condiciones que determinan la entrada en pérdida.
- La continua falta de conciencia de la situación por parte de la tripulación de una situación de entrada en pérdida y, por consiguiente, la ausencia de medidas adecuadas para recuperar la aeronave y colocarla en una situación de vuelo seguro.

Estos eventos pueden ser explicados por una combinación de los siguientes factores claves:
1) Criterios inadecuados de respuesta de los diferentes miembros de la tripulación:
- Errores en aplicar el procedimiento para el caso de pérdida de medición de velocidad, que hubiera permitido gestionar de manera adecuada este incidente.
- Desconocimiento del hecho de que puede ocurrir una formación de hielo en la sonda pitot, y la necesidad de anticiparse a sus consecuencias.
- El uso inapropiado de mecanismos de retroalimentación por parte de la tripulación hizo que fuera imposible identificar y remediar la no aplicación del procedimiento frente a las inconsistencias de la velocidad del aire.
- Formación inadecuada de la tripulación para responder adecuadamente a la situación que se conoce como "vuelo con la NIC cuestionable" (vuelo con velocidad discutible).
- La tripulación no tenía entrenamiento práctico en maniobrar la aeronave a altitudes elevadas y frente al evento de anomalías en la indicación de velocidad.

2) Una división del trabajo entre los dos copilotos en la cabina que ha quedado sin efecto por:
- Interpretación errónea de la situación en que se produjo la desconexión del piloto automático.
- La mala gestión del factor sorpresa, lo que generó una gran carga emocional sobre los dos copilotos.
- La ausencia de una pantalla en la cabina que mostrara claramente las inconsistencias en las mediciones de velocidad del aire identificadas por la computadora.

3) La falta de reacción por parte de la tripulación ante el aviso de pérdida, que puede haber sido inducida por:
- Mala interpretación de las señales de alarmas sonoras, debido a la falta de conciencia, durante el entrenamiento, de los fenómenos de pérdida de sustentación, la alarma de pérdida y de las sacudidas tipo "buffeting"
- La breve aparición en el caso de las advertencias tempranas que podrían haber sido consideradas espurias.
- La ausencia de todo tipo de información visual para confirmar que la aeronave estaba entrando en pérdida, una vez que se perdieron las indicaciones de velocidad.
- La posible confusión de una vibración "buffeting" debido a la entrada en pérdida con el "buffeting" característico de una condición de sobrevelocidad.
- Indicaciones del sistema de gestión de vuelo que podrían haber llevado a la tripulación a creer que sus acciones eran las adecuadas, aunque no lo fueran.
- Dificultad para reconocer y entender las implicancias de la reconfiguración en la ley alterna, que se caracteriza por la ausencia de protección contra valores elevados del ángulo de ataque.

## Pasajeros
| Nacionalidad        | Pasajeros             | Tripulación | Total   |
| ------------------- | --------------------- | ----------- | ------- |
| Francia             | 61                    | 11          | 72      |
| Brasil              | 58 (57)               | 1           | 59      |
| Alemania            | 26 (28)               | —           | 26 (28) |
| Italia, China       | 9                     | —           | 9       |
| Suiza               | 6                     | —           | 6       |
| Reino Unido, Líbano | 5 (4)                 | —           | 5 (4)   |
| Hungría             | 4                     | —           | 4       |
| Túnez               | (4)                   | —           | (4)     |
| Noruega             | 3 (4)                 | —           | 3 (4)   |
| Irlanda             | 3                     | —           | 3       |
| Eslovaquia          | 3                     | —           | 3       |
| Marruecos           | 2                     | —           | 2       |
| Polonia             | 2                     | —           | 2       |
| España              | 2                     | 1           | 3       |
| Estados Unidos      | 2                     | —           | 2       |
| Argentina           | 1                     | (1)         | 1 (2)   |
| Austria             | 1                     | —           | 1       |
| Bélgica             | 1 (2)[cita requerida] | —           | 1 (2)   |
| Canadá              | 1                     | —           | 1       |
| Croacia             | 1                     | —           | 1       |
| Dinamarca           | 1                     | —           | 1       |
| Estonia             | 1                     | —           | 1       |
| Gabón               | 1                     | —           | 1       |
| Islandia            | 1                     | —           | 1       |
| Países Bajos        | 1 (2)                 | —           | 1 (2)   |
| Filipinas           | 1                     | —           | 1       |
| Rumania             | 1                     | —           | 1       |
| Rusia               | 1                     | —           | 1       |
| Suecia              | 1 (3)                 | —           | 1 (3)   |
| Sudáfrica           | 1                     | —           | 1       |
| Corea del Sur       | (1)[cita requerida]   | —           | (1)     |
| Turquía             | 1                     | —           | 1       |
| Total               | 216                   | 12          | 228     |

En total se encontraron 50

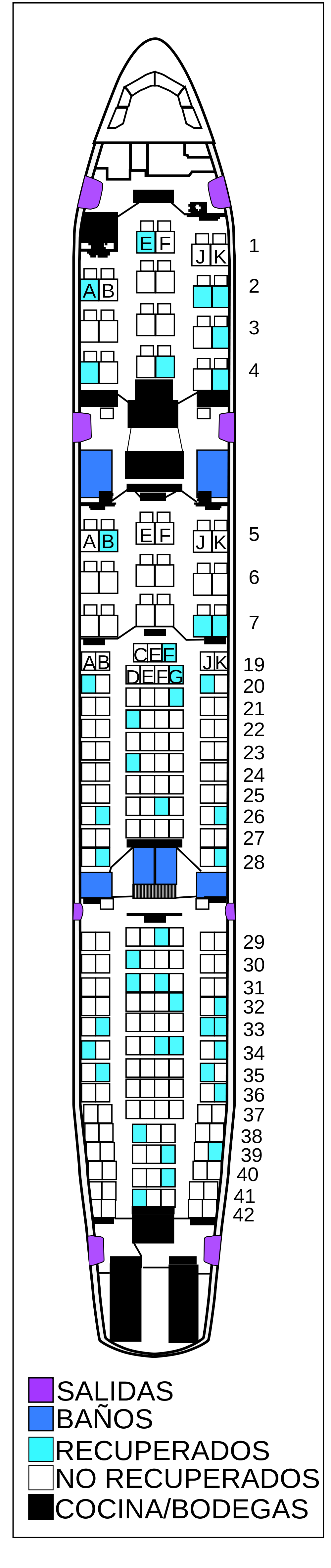
Diagrama de la ubicación de los asientos de 44 de 51 personas cuyos cuerpos fueron encontrados en las operaciones de búsqueda en el año 2009.

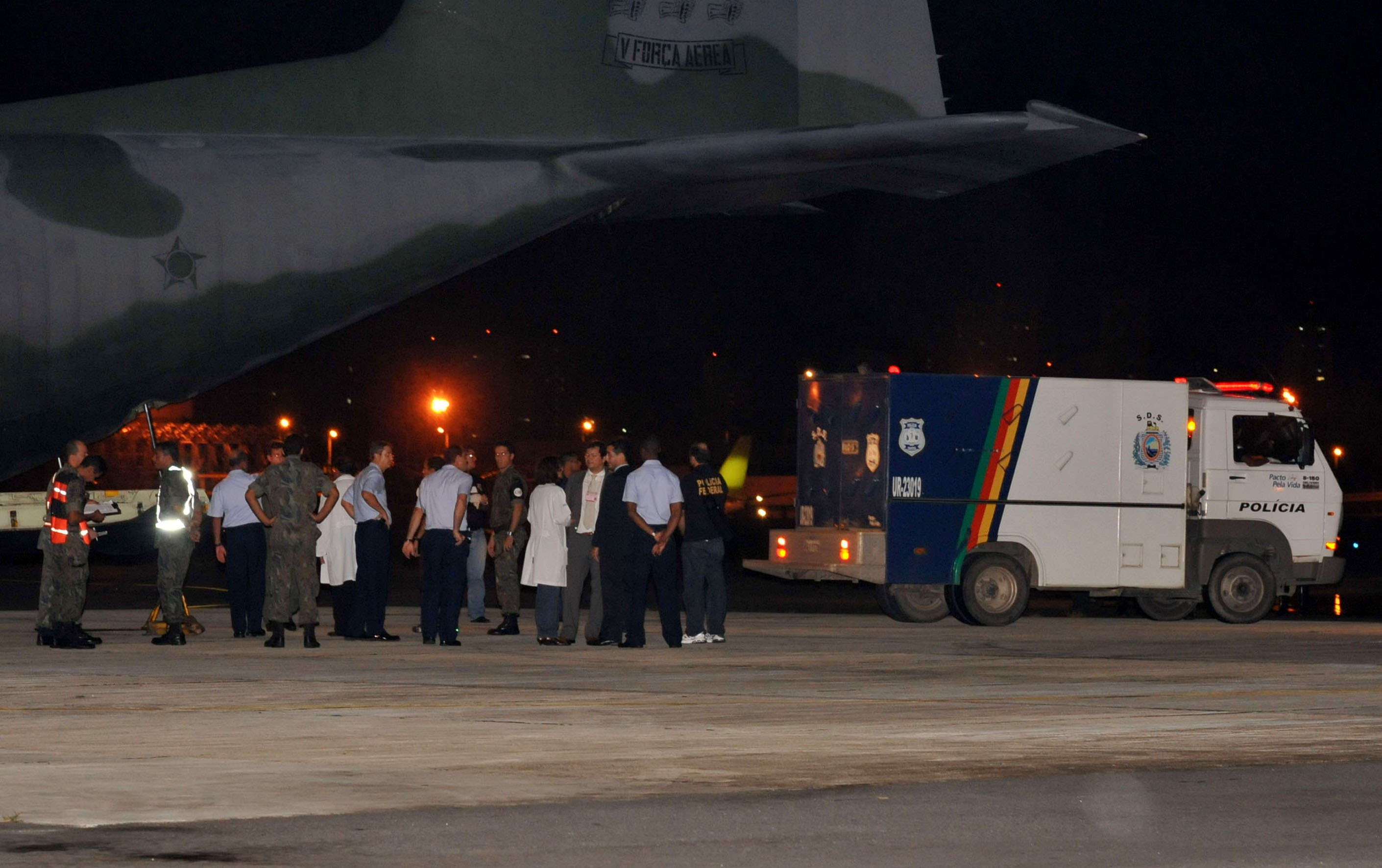
Un C-130 de la Fuerza Aérea Brasileña desembarcando 16 de los cuerpos encontrados en el océano.

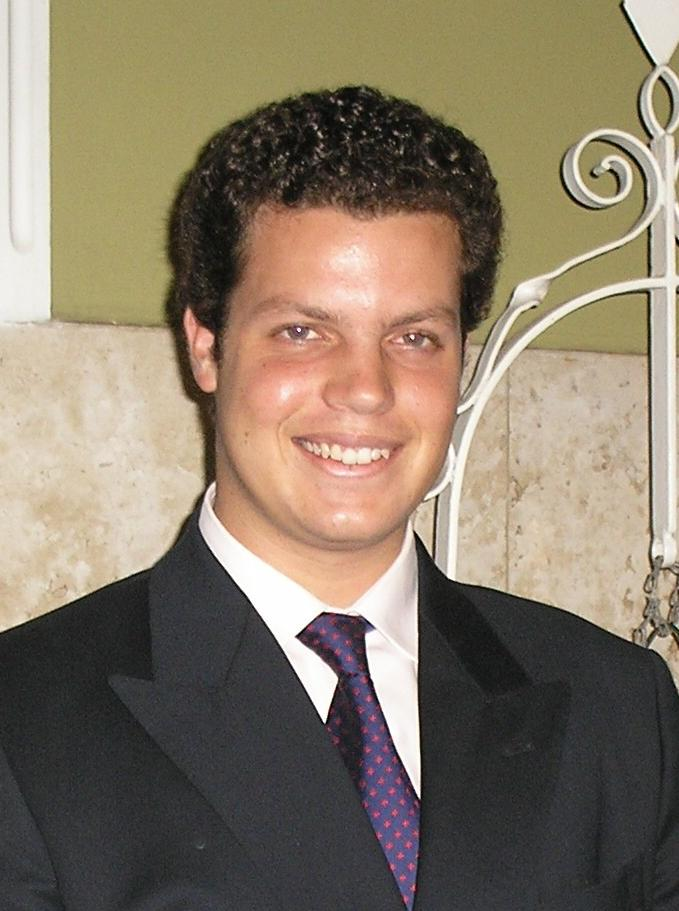
El príncipe brasileño Pedro Luis de Orleans-Braganza.

cadáveres de entre los 228 ocupantes. Las autoridades de Brasil informaron que la búsqueda continuaría hasta el 19 de junio, con la posibilidad de extenderse, pero sería muy poco probable encontrar a todos los ocupantes del Airbus A330. La búsqueda continuó hasta el día 26, finalizada ante la imposibilidad de encontrar los demás cuerpos.
Los exámenes de los primeros cuerpos rescatados indican que el Airbus A330 pudo haberse partido en el aire, ya que los cuerpos no presentan quemaduras, pero sí muestran fracturas en todo su cuerpo. Además, los cuerpos recuperados del Atlántico en su mayoría estaban sin sus ropas (por la acción del viento) y no presentan signos de ahogamiento.
Las autoridades de Brasil lograron identificar 11 cuerpos, de los cuales 10 correspondían a pasajeros brasileños, 5 eran mujeres, y el resto, hombres.
En el vuelo viajaban 228 personas. Entre los pasajeros se incluyen un bebé, siete niños, 82 mujeres y 126 hombres.

### Identificación de las víctimas
A partir del 1 de junio de 2009, el Instituto de Investigación Criminal de la Gendarmería Nacional de Francia fue el responsable de la toma de muestras de ADN de las familias de los desaparecidos, la recopilación de datos, información sobre prótesis y los registros dentales de los desaparecidos. El 6 de junio, el ejército brasileño anunció la recuperación de unos cuerpos (dos de sexo masculino) y algunos desechos, incluyendo un boleto de vuelo encontrado en una maleta y un asiento azul perteneciente al vuelo AF447. Francia nombró a un embajador encargado de las relaciones con las familias de los pasajeros en el vuelo AF447, Pierre-Jean Vandoorne, con la misión principal de ayudar a las familias de los 228 pasajeros y coordinar con Air France y el gobierno brasileño.
La identificación de las víctimas se realizó mediante una investigación. Los investigadores se dividieron en dos grupos: "ante mortem" y "post mortem". El equipo ante mortem (anterior a la muerte) se concentró en obtener de las familias la mayor cantidad de información posible para identificar los cuerpos, mientras que el grupo post mortem (después de la muerte) actuó directamente sobre los cuerpos. Las familias acordaron someterse a las pruebas de ADN, pero esta técnica fue el último recurso si el cuerpo estaba demasiado dañado después de varios días en el mar. El 24 de junio, fueron identificados el cuerpo del capitán Marc Dubois junto al de un tripulante de cabina de pasajeros. En febrero de 2012, casi tres años después del accidente, también se identificaron el cuerpo del copiloto Pierre Bonin Cedric y el de su esposa Isabel, y su funeral se celebró en Cap Ferret el 11 de febrero de 2012.

### Algunos pasajeros a bordo
Estaban a bordo del avión:
- Roberto Correa Chem, de 65 años. Especialista en cirugía plástica, neuro-anatomía maestro y doctor en cirugía plástica, esposo de Vera Chem y padre de Leticia Chem.
- Vera Chem, 63 años. Psicóloga, esposa de Roberto Correa Chem y madre de Leticia Chem.
- Leticia Chem, 36 años. Gerente de un proveedor de itinerancia internacional móvil, hija de Roberto Correa Chem y Vera Chem.
- Pedro Luis de Orleans-Braganza, de 26 años, cuarto en la línea de sucesión al trono de Brasil.
- Pablo Dreyfus, un experto en armas y en lucha contra el crimen organizado de nacionalidad argentina.
- Giambattista Lenzi, consejero regional de la región italiana de Trentino-Alto Adige.
- Luigi Zortea, alcalde de la comunidad italiana de Canal San Bovo.
- Marcelo Parente Gomes de Oliveira, jefe de la oficina del alcalde de Río de Janeiro, Eduardo Paes.
- Luis Roberto Anastacio, director ejecutivo para América Latina del Grupo Michelín.
- Antônio Augusto Gueiros, director regional del Grupo de equipos Michelín en Río de Janeiro.
- Christine Pieraerts, un funcionario del Grupo Michelín en Francia.
- Erich Walter Heine, presidente de la filial brasileña de la siderúrgica de Thyssen Krupp.
- Adriana Van Slouijs, del departamento de comunicaciones de Petrobras.
- Diez empleados de la empresa francesa CGED y nueve esposas que habían viajado a Brasil como una recompensa por su buen desempeño.
- Maestro Silvio Barbato, director de la Orquesta Sinfónica del Teatro Municipal de Río de Janeiro.
- Marco Antonio Camargo Mendonça, director del Valle.
- Juliana de Aquino, la cantante brasileña.
- Fatma Ceren Necipoğlu, concertista de arpa clásica turca.
- Olivier Guillot-Noël, un físico del Centro Nacional de Investigación Científica de Francia.
- Iván Lorgeré, investigador del Centro Nacional de Investigación Científica de Francia.
- Octavio Augusto Ceva Antunes, profesor de Química de la Universidad Federal de Río de Janeiro (UFRJ), con su esposa y su hijo de tres años a bordo.
- Moritz Peter Koch, arquitecto alemán.
- Carlos Eduardo Lopes de Mello, abogado de la Procuraduría Federal Especializada Comisión de Valores Mobiliarios (CVM) de Río de Janeiro, acompañado por su esposa, Bianca Cotta, volaban a París donde iban a pasar su luna de miel tras haber contraído matrimonio la noche previa al trágico accidente.
- Bianca Cotta, MD. Viajó acompañada por su esposo, el fiscal federal Carlos Eduardo Lopes de Mello.
- Izabela María Furtado Kestler, profesora de la Universidad Federal de Río de Janeiro (UFRJ).
- Andrés Jaime Suárez Montes, español nacido en Marchena (Sevilla), Vicepresidente de Schlumberger en Río de Janeiro, Brasil.

### Pilotos
Según el informe publicado por el BEA, la experiencia de los pilotos era la siguiente:
|                                                                  |                                                                  | Piloto                                                                                          | Primer oficial (copiloto) | Primer oficial (copiloto)                                                                            |
| ---------------------------------------------------------------- | ---------------------------------------------------------------- | ----------------------------------------------------------------------------------------------- | --- | --- |
| Ubicación durante los eventos                                    | Ubicación durante los eventos                                    | En reposo en los primeros eventos                                                               | Piloto que no vuela (PNF) en el momento del accidente, ocupa la posición de la izquierda                                                                                        | Piloto en funciones (PF), en el momento del accidente, ocupa la posición derecha y vuela la aeronave |
| Nacionalidad                                                     | Nacionalidad                                                     | francesa                                                                                        | francesa | francesa                                                                                             |
| Nombre                                                           | Nombre                                                           | Marc Dubois                                                                                     | David Robert | Pierre Cedric Bonin                                                                                  |
| Fecha de nacimiento / Edad                                       | Fecha de nacimiento / Edad                                       | 17 de febrero de 1951 (58 años)                                                                 | 17 de junio de 1971 (37 años) | 5 de octubre de 1976 (32 años)                                                                       |
| Certificado médico                                               | Emitido                                                          | 10 de octubre de 2008                                                                           | 11 de diciembre de 2008 | 24 de octubre de 2008                                                                                |
| Certificado médico                                               | Válido hasta                                                     | 31 de octubre de 2009                                                                           | 31 de diciembre de 2009 | 31 de octubre de 2009                                                                                |
| Certificado médico                                               | Notas                                                            |                                                                                                 | Uso obligatorio de lentes correctivos | Uso obligatorio de lentes correctivos                                                                |
| Año que recibió la licencia de piloto privado                    | Año que recibió la licencia de piloto privado                    | 1974                                                                                            | 1992 | 2000                                                                                                 |
| Año que recibió la licencia de piloto de línea                   | Año que recibió la licencia de piloto de línea                   | 1977                                                                                            | 1993 | 2001                                                                                                 |
| Año que recibió la licencia de piloto de transporte aéreo (ATPL) | Año que recibió la licencia de piloto de transporte aéreo (ATPL) | 1992                                                                                            | 1993 | 2007                                                                                                 |
| Año en que entró a la empresa                                    | Año en que entró a la empresa                                    | febrero de 1988 (con Air Inter) abril de 1997 (fusión de Air Inter con Air France)              | julio de 1998 | octubre de 2003                                                                                      |
| Año que recibió la certificación para Airbus A330/A340           | Año que recibió la certificación para Airbus A330/A340           | febrero de 2007                                                                                 | abril de 2002 | junio de 2008                                                                                        |
| Número de horas de vuelo                                         | Total                                                            | 10 988                                                                                          | 6 547 | 2 936                                                                                                |
| Número de horas de vuelo                                         | En el Airbus A330/A340                                           | 1 747                                                                                           | 4 479 | 807                                                                                                  |
| Notas                                                            | Notas                                                            | Ha realizado 16 vuelos a Sudamérica desde su llegada a la división A330/A340 en febrero de 2007 | Ha realizado 39 vuelos a Sudamérica desde su llegada a la división A330/A340 en abril de 2002. El 9 de marzo de 2009, había realizado un vuelo París-Río como PF (Pilot Flying) | Ha realizado 5 vuelos a Sudamérica desde su llegada a la división A330/A340 en junio de 2008         |

### Miembros de la tripulación
| Nombre                     | Nacionalidad | Fecha de nacimiento      | Edad | Año de incorporación a la compañía aérea Air France |
| -------------------------- | ------------ | ------------------------ | ---- | --------------------------------------------------- |
| Clara Amado                | Francia      | 30 de junio de 1977      | 31   | 2001                                                |
| Maryline Colombiès Messaud | Francia      | 15 de septiembre de 1963 | 45   | 1989                                                |
| Laurence Desmots           | Francia      | 16 de marzo de 1965      | 44   | 1991                                                |
| Veronique Gaignard         | Francia      | 5 de abril de 1958       | 51   | 1983                                                |
| Stéphane Giroux            | Francia      | 21 de noviembre de 1972  | 36   | 1997                                                |
| Anne Grimout               | Francia      | 15 de marzo de 1960      | 49   | 1984                                                |
| Carole Guillaumont         | Francia      | 23 de febrero de 1978    | 31   | 2003                                                |
| Céline Guittard            | Francia      | 11 de febrero de 1975    | 34   | 2000                                                |
| Stéphanie Schoumacker      | Francia      | 26 de octubre de 1970    | 38   | 1996                                                |
| Françoise Sonnic           | Francia      | 1° de diciembre de 1954  | 54   | 1981                                                |
| Sébastien Vedovati         | Francia      | 29 de septiembre de 1975 | 33   | 1998                                                |
| Lucas Gagliano             | Brasil       | 2 de septiembre de 1985  | 23   | 2007                                                |

### Lista de víctimas
Lista alfabética de víctimas:
- Alazard Laëtitia France
- Alves Ivanovitch Verônica
- Amado Clara
- Anastácio Luis Roberto
- Andersen Kristian Berg
- Anidjar Serge
- Antunes Ceva Octavio Augusto
- Antunes Nazareth Mateus
- Antunes Nazareth Patricia
- Arendt Daniela
- Artiguenave Sandrine
- Artiguenave Stéphane
- Badre Schnabl Christine
- Badre Schnabl Philippe
- Bagus Stefan Martin Gerald
- Băjenaru Declerck Violeta
- Barbato Silvio
- Benčat Daniel
- Benotmane Abel’ Kader
- Bentaieb Megda
- Béroud Eric
- Betzler Valnizia
- Bjoroy Alexander
- Bonin Pierre Cédric
- Bonin Marx Perdaens Isabelle
- Boulleray Anne Marie
- Burnos Robert
- Busko Philippe
- Butler Aisling
- Canaletti Enzo
- Carraro Vanderleia
- Carrasco Christian
- Carrilho Junior Walter
- Chabanne Elise
- Chaves Schmidt Júlia
- Chem Corrêa Roberto
- Chem Mainieri Leticia
- Chem Mainieri Vera Dolores
- Chén Chìpíng (陳赤平)
- Chén Qìngwěi (陳慶偉)
- Clarkson Seba Luciana
- Clemes Brad
- Coakley Arthur
- Colombiès Messaud Maryline Lucie Elisabeth
- Cordioli Agostino
- Crolow Alexander
- Curty Ana Luisa
- Damasceno Chantal
- Dardengo Leonardo Veloso
- David Sébastien Henry
- Da Silva Filho João Marques
- De Acquino Juliana
- De Amorim Sônia Maria Esteves
- Deasy Jane
- Degli Esposti Claudia
- De Mello Carlos Eduardo Lopes
- De Mello Cotta Pires Bianca
- De Moraes Tadeu Dias
- De Oliveira da Silva Angela Cristina
- Desmots Laurence
- De Vivo Dominique
- Delerablée Pascal Georgés
- Dreyer Ronald
- Dreyfus Ana Carolina
- Dreyfus Pablo Gabriel
- Dubois Marc Gerald
- Dutilh Gilles Edouard Maurice
- Eccard Clara Sofie
- Eccard Carmen
- Eccard Regine
- Eccard Hannelore Pauline
- Eccard Rolf
- Eckholt Christian
- Elias Simone Jácomo
- Elmalem Sonia
- El Murr Bassam
- Faouzi Ahmed
- Faria Márcia Moscon
- Ferreira Sonia Regina
- Fonseca Lima Marcelle
- Furtado Kestler Izabela Maria
- Gagliano Lucas
- Gaignard Véronique Marie Christiane
- Gallasz József
- Gans Ines Michaela
- Gāo Xìng (高興)
- Gardner Graham
- Gergely Arnold
- Giroux Stéphane
- Gomes da Silva Jose Roberto
- Grimout Anne Madeleine Jeanne
- Gründhammer Maria
- Gueiros Antônio Augusto
- Guerineau Butet Sabrina Mireille
- Guerineau Olivier Frédéric
- Guillaumont Carole Louise Céline
- Guillot Noel Olivier Pierre
- Guittard Céline Marie Julia
- Gustafsson Helge
- Haddour Fouad
- Hall Thomas John Fullerton
- Harris Anne Camille
- Harris Michael
- Heine Erich Walter
- Hellhammer Claus Peter
- Hemme Hans
- Henry François Réne Claude
- Henriques Adriana Moreira
- Hermann Alain
- Hilbig Claus Frank
- Hilbig Fausel Iris Hilde
- Hochabaeff Isabelle Irma Adèle
- Hochabaeff Yvan Stéphane
- Hudec Michal
- Ivanov Maksim
- Jadir Silveira Hilton
- Jugueta Arden
- Kaulfuß Ralf
- Kersten Albert
- Khalifeh Hussein (Abou Karim)
- Kiselev Andrey
- Kock Moritz Peter
- Ku Hak Rim
- Laisné Marie France
- Lamaison Maxence
- Lamy Eric Cyrille
- Le Corvec Sophie
- Lenzi Giovanni Battista
- Lercher Georg
- Leybros Hélène Aurore
- Lǐ Míngwén (李明文)
- Linguet Pascal Jean Marie
- Lorgeré Ivan Pierre
- Lozouet Jean Claude Michel
- Lupp Dennis
- Marinho Nelson
- Markovic Zoran
- Marques José Gregório
- Marroig Nathalie Isabelle Daniele
- Martiner Georg
- Mateus Carlos Alberto
- Mendonça Camargo Marco Antonio
- Moholt Karsten
- Moholt Aleksander
- Mommayou Virginie Jeanne
- Monlevad Luis Claudio
- Monteiro Cédric
- Moreno Eduardo Cesar
- Moreno Marques Maria Teresa
- Muser Iris
- Necipoglu Fatma Ceren
- Negra Barrabeig Ana
- Neraud Biteau Aline
- Neraud Jérôme Daniel
- Neukamm Martin
- Notheisz Arnold
- Oliveira Gomes Marcelo Parente
- Orléans Bragança Pedro Luìs
- Ouakli Mourad
- Owondo Joseph
- Pasquet Aurélia Denise Marie
- Paulitsch Alexander Gianpiero
- Paus Christophe
- Pelajo Bruno
- Pellizzon Marcela
- Pereira Leite Leonardo
- Peretti Mattos Gustavo
- Peter Matthias
- Pezzoni Fabrice Patrice
- Pieraerts Christine Marie Caroline
- Pinet Isis Cosima Vinciane
- Poitrenaud Vincent Stéphane
- Porcaro Ferdinand
- Porcaro Sônia Maria
- Possamai Deise
- Pujol Carole
- Quesada Kohelher Audrey
- Rahal Laura
- Rainard Véronique
- Reichl Katja
- Ribierre Jeannette
- Robert David Bruno
- Salemkour Samir
- Schoumacker Stéphanie Marie Brigitte
- Shěn Zuòbīng (沈作兵)
- Soboll Adrian
- Sonnic Françoise Marie Pierre
- Souza José Rammel Amorim
- Suárez Montes Andrés Jaime
- Sūn Liányǒu (孫連友)
- Szarvas Rita
- Szarvas Buslig András
- Szweda Piotr
- Takvorian Catherine Yvonne
- Tawfik Sabrina
- Tazi Mouka Rajae
- Thill Guy Gustave
- Tighadouini Otman
- Toulliou Nicolas Yannich
- Treillou Marie José Jeanne Andree
- Tromparent Bruno
- Unger Lutz
- Unger Viviane Marie
- Vale Francisco Eudes
- Vale Maria Fatima
- Vale Paulo
- Valerius Nonato Andree
- Van Sluijs Adriana Francisca
- Vedovati Sebastien Christophe
- Vedovati Soulas Caroline Marie
- Vieira de Sa Suwellington
- Walls Eithne Mary Helen
- Warrior Neil Stuart
- Weller Renate
- Wilhelm Anne Marie Madeleine Irene
- Wilhelm Jean Luc
- Wimmer Harald Max
- Xiáng Xiǎo (小翔)
- Yapi Desmots Laurence
- Zandonai Rino
- Zerelli Hatem
- Zerelli Jassim
- Zerelli Sana
- Zerkane Sabrina
- Zeuthen Christiane Bøggild
- Zhāng Qìngbō (張慶波)
- Zhuó Jiā Chún (卓家純)
- Zortea Luigi

### Incidencia de factores psicológicos
Tras la recuperación de las cajas negras, quedó en evidencia que los comportamientos de los miembros de la tripulación pudieron haber estado influidos por diversos factores psicológicos, especialmente el copiloto Bonin.
Uno de los primeros medios en afirmar esto, fue la revista Popular Mechanics en su edición de diciembre de 2011, donde citaba a varios psicólogos para hablar del comportamiento de la tripulación.
La tripulación se hallaba en una condición de alta agitación debido a la fuerte tormenta, las decenas de alertas de la computadora y la pérdida del piloto automático en un corto periodo de tiempo, lo que pudo haber alterado sus procesos cognitivos y de toma de decisión. Además, el copiloto Bonin, que fue quien tomó el mando del avión tras la pérdida del piloto automático, era el más joven y menos experto de la tripulación, por lo que pudo tener una carga psicológica adicional.
Así, en una situación de tanta agitación como esa, el cerebro puede llegar a bloquearse parcialmente, suprimiendo la innovación y centrándose en comportamientos ya aprendidos y familiarizados. Por esta razón, los pilotos están obligados a intervalos regulares a volar manualmente las aeronaves, en todas las fases del vuelo. Esto también puede explicar la razón de la maniobra TO/GA realizada por Bonin, ya que la mayor parte del trabajo realizado por los pilotos ocurre a baja altitud y por eso la maniobra TO/GA es más conocida. Además, puede explicar también el comportamiento de mantener alzado el morro del avión, ya que, al hacerlo en una situación normal, el avión ascendería. Un factor psicológico también podría explicar por qué, después de que la alarma de pérdida sonara 75 veces, la tripulación las ignoró.

## Hipótesis y especulaciones de los medios de comunicación y análisis
Antes de la publicación del informe final por la BEA en julio de 2012, se produjo una considerable especulación pública y la opinión de expertos publicado sobre la causa del accidente.

### The New York Times
En mayo de 2011, Wil S. Hylton de The New York Times comentó que el accidente "era fácil que se convirtiera en un mito", porque "ningún avión de pasajeros de la historia moderna había completamente desaparecido de esa forma - sin una llamada de auxilio, o de un testigo, o incluso un rastro en el radar." Hylton explicó que el A330 "era considerado como uno de los más seguros" de las aeronaves comerciales. Hylton añadió que "cuando el Vuelo 447 pareció desaparecer del cielo, resultaba tentador ofrecer una narración pormenorizada acerca de la arrogancia de la construcción de un avión automatizado, Ícaro cae del cielo. O tal vez el vuelo 447 fue el Titanic, una nave indestructible en el fondo del mar". el Dr. Chico Gratton, un experto en aviación del Laboratorio de Seguridad de Vuelo en la Universidad de Brunel, dijo: "Este es un accidente aéreo como jamás hemos visto antes. La mitad de los investigadores del mundo occidental, incluyendo a los de Rusia, están esperando los resultados. Ha sido la mayor investigación desde Lockerbie. Dicho sin rodeos, los grandes aviones de pasajeros no se caen así como así del cielo".

### Sullenberger
En julio de 2011, en un artículo de Aviation Week, el piloto de aerolínea retirado C. B. "Sully" Sullenberger calificó el accidente de "trascendental".
"Tenemos que observarlo como una aproximación de sistemas, un sistema 	humano/tecnológico que tiene que operar conjuntamente. Esto incluye el diseño de la aeronave y su certificación, el entrenamiento, y los factores humanos. Si solo se contemplan los factores humanos, entonces se pierden la mitad o las dos terceras partes del fallo total del sistema.
Sullenberger sugirió que los pilotos habrían podido corregir los problemas de control de este tipo si hubieran tenido un indicador de ángulos de ataque del ala (AoA).
"Hay que deducir indirectamente el ángulo de ataque a través de la referencia de la velocidad. Esto implica que reconocer una pérdida y su recuperación es mucho más complicado. Durante más de medio siglo se pudo disponer de un indicador de AoA (en las cabinas de la mayor parte de los reactores de línea), uno de los parámetros más críticos, y entonces se decidió no disponer de él".
Siguiendo su investigación, el BEA recomendó que la EASA y la FAA deberían considerar obligatorio disponer de un indicador de ángulo de ataque para los pilotos.".

### BBC / Nova
Un documental de una hora titulado "Lost: El misterio del vuelo 447", detalla una investigación independiente sobre el accidente; fue producido por Darlow Smithson en 2010 para Nova y la BBC. Se basó en el conocimiento de un piloto experto, un investigador experto en accidentes, un meteorólogo de la aviación y un ingeniero aeronáutico estructural. Se emplearon las pruebas e información a disposición del público, sin las cajas negras. Se postuló una cadena crítica de acontecimientos como causantes del accidente.

### Popular Mechanics
El 6 de diciembre de 2011, la revista Popular Mechanics publicó la traducción inglesa de la transcripción del registro de voz en cabina, filtrada polémicamente en el libro Erreurs de Pilotage. Incidía en el papel del copiloto de llevar a la pérdida a la aeronave, mientras el computador de vuelo estaba en ley alternativa a gran altitud. Este "simple, pero persistente" error humano fue considerado la más directa causa del accidente. En el comentario que acompañó al artículo, también hacía que notar que los errores en la gestión de recursos de cabina fueron factores contribuyentes en el accidente.

### Daily Telegraph
El 28 de abril de 2012, en el Daily Telegraph, el periodista británico, Nick Ross publicó una comparación entre los controles de vuelo de Airbus y Boeing. A diferencia de la palanca de mando utilizada en las cabinas de Boeing, las palancas laterales de Airbus, no dan sensación táctil, y proporcionan poca información visual al segundo piloto. Ross razonó que esto podría haber sido un factor que contribuyera a la imposibilidad por parte de Robert y Dubois de corregir las órdenes de control del piloto Bonin, y que algunos análisis independientes conjeturaron que tuvieron un resultado fatal para la aeronave. La tesis de Nick Ross también se emitió en los Estados Unidos.
En julio de 2012, en un programa de la CBS, Sullenberger sugirió que el diseño de la cabina del Airbus podría haber sido un factor contribuyente en el accidente. Los controles de vuelo de los dos pilotos no están conectados entre sí, y el piloto sentado a la izquierda, no fue consciente de que el piloto sentado a la derecha estuvo tirando hacia atrás de su palanca durante todo el tiempo.

## Ceremonias en recuerdo de las víctimas
El 4 de junio de 2009 se celebró una misa en memoria de las víctimas, en la Iglesia Candelaria de Río de Janeiro. Más de 500 personas asistieron.
El sábado 6 de junio, el obispo Riocreux de la diócesis de Pontoise celebró una ceremonia en la iglesia de Roissy-en-France, ya que 4 miembros de dicha diócesis estaban en el fatídico vuelo. El domingo 7 de junio se llevó a cabo una ceremonia internacional en honor a las víctimas en la Catedral de Nuestra Señora de París
El lunes 8, el obispo James de la Diócesis de Beauvais, Noyon y Senlis, celebró una ceremonia en la Catedral de Senlis. Tres concejales de Ermenonville (que es parte de la diócesis) estaban entre el pasaje.
El 19 de junio de 2009 tuvo lugar en Bergen, Noruega, una ceremonia en recuerdo de dos de las víctimas del siniestro, que eran residentes de dicha ciudad escandinava.

## Filmografía
Este accidente fue presentado en la 12.ª temporada del programa de televisión canadiense Mayday: Catástrofes Aéreas, en el episodio titulado "La desaparición del vuelo 447 de Air France", y en la 1.ª temporada del programa Mayday: Informe Especial, en el episodio titulado "Avión vs Piloto".

## Libros
- Gérard Arnoux,  Le rio-paris ne repond plus - Af447 : "le crash qui n'aurait pas du arriver", Préface de Frederic Fappani von Lothringen, 2019
- Roger Rapoport, Shem Malmquist, "Angle d'attaque" Causes et conséquences du crash Air France 447 2019
- Langewiesche, William, Vol AF 447 Rio-Paris, reconstitution des minutes qui ont précédé le crash, Vanity Fair France n.º 19,  2015